# Barroco y Clasicismo francés
Barroco y Clasicismo francés son denominaciones historiográficas, conocido como Grand Siècle, que designan los estilos artísticos desarrollados por el arte francés durante el siglo XVII. Con la denominación clasicismo francés no solo se designa a la versión local de la pintura clasicista (que, como alternativa a la pintura barroca, se había originado en Italia y también tuvo sus manifestaciones en los Países Bajos del sur —escuela de Lieja—); sino que también se utiliza para todas las manifestaciones del arte clasicista y barroco en la Francia de esa época, que fueron muy importantes en las demás artes (arquitectura, escultura, música y artes decorativas) y especialmente en la literatura francesa, de la mano de Corneille, Racine, Moliére, Perrault, Boileau, La Fontaine.
El "Gran siglo" designa, pues, al siglo XVII en Francia y constituye uno de los periodos más ricos de la historia de este país. Usada esta denominación en principio para delimitar el reinado de Luis XIV (1643-1715), la historiografía lo aplica hoy a un periodo más largo que engloba a todo el siglo XVII y corte de Enrique IV —quien vio el restablecimiento de la autoridad real y el fin de las guerras de religión— hasta la muerte de Luis XIV, es decir, de 1589 a 1715. Durante este periodo marcado por el absolutismo monárquico, el reino de Francia domina o, en su defecto, se destaca perdurablemente en Europa gracias a su expansión militar y por su influencia cultural cada vez más dominante. En la segunda mitad del siglo, las cortes de Europa toman como modelo la del «Rey Sol» y sus atributos. La lengua, el arte, la moda y la literatura francesas se difunden a través de Europa, influencia que marcará igualmente a todo el siglo XVIII.
Son también muy utilizadas las denominaciones temporales "estilo Luis XIII" (reinado de Luis XIII, 1610-1643, durante el que se desarrolló una fase de las obras del Palacio del Louvre) y "estilo Luis XIV" (reinado de Luis XIV, 1643-1715, durante el que se desarrolló el ambicioso programa artístico en torno al Palacio de Versalles).
El ideal clásico, entendido como claridad, mesura y obediencia a las normas, tanto en las letras como en las artes, triunfó en Francia a partir de 1660, como expresión estética de la glorificación de la monarquía absoluta y sus ideales de orden y unidad, coincidente con el gusto artístico que apoya la burguesía, clase emergente.

No sólo es temeridad, sino también locura, querer dudar del mérito [de los clásicos greco-romanos]... si no veis la belleza... no hay que concluir que no la poseen, sino que sois ciegos y no tenéis gusto. La mayoría de los hombres no se equivoca a la larga acerca de las obras del espíritu... es algo sin discusión, ya que veinte siglos han convenido en ello; se trata de saber en qué consiste ese algo maravilloso que ha hecho que sean admirados durante tantos siglos.
Boileau

Muy significativa fue la institucionalización de las artes a través de las academias, especialmente la Académie de France à Rome ("Academia de Francia en Roma", 1666, fundada por Luis XIV bajo la dirección de Jean-Baptiste Colbert, Charles Le Brun y Gian Lorenzo Bernini) y las fundadas en París: Académie royale de peinture et de sculpture ("Academia real de pintura y escultura", 1648), Académie royale de musique ("Academia real de música", 1669) y Académie royale d'architecture ("Academia real de arquitectura", 1671); que acabaron fusionándose en la Académie des beaux-arts ("Academia de bellas artes", 1816) y con otras, como la Académie des inscriptions et belles-lettres ("Academia de las inscripciones y bellas letras", 1663) y la Académie française (1634), en el Institut de France ("Instituto de Francia", 1795, inicialmente como -"Instituto nacional de ciencias y artes"-).
Intelectualmente, en el siglo XVII en Francia convivieron las polémicas entre diversas facciones teológicas (jansenistas y jesuitas, Bossuet y Fenelon) y el debate de los antiguos y los modernos con el racionalismo (Descartes, Pascal, Bayle, Malebranche) que abre la crisis de la conciencia europea previa a la Ilustración, ya en el siglo XVIII el Siglo de las Luces.

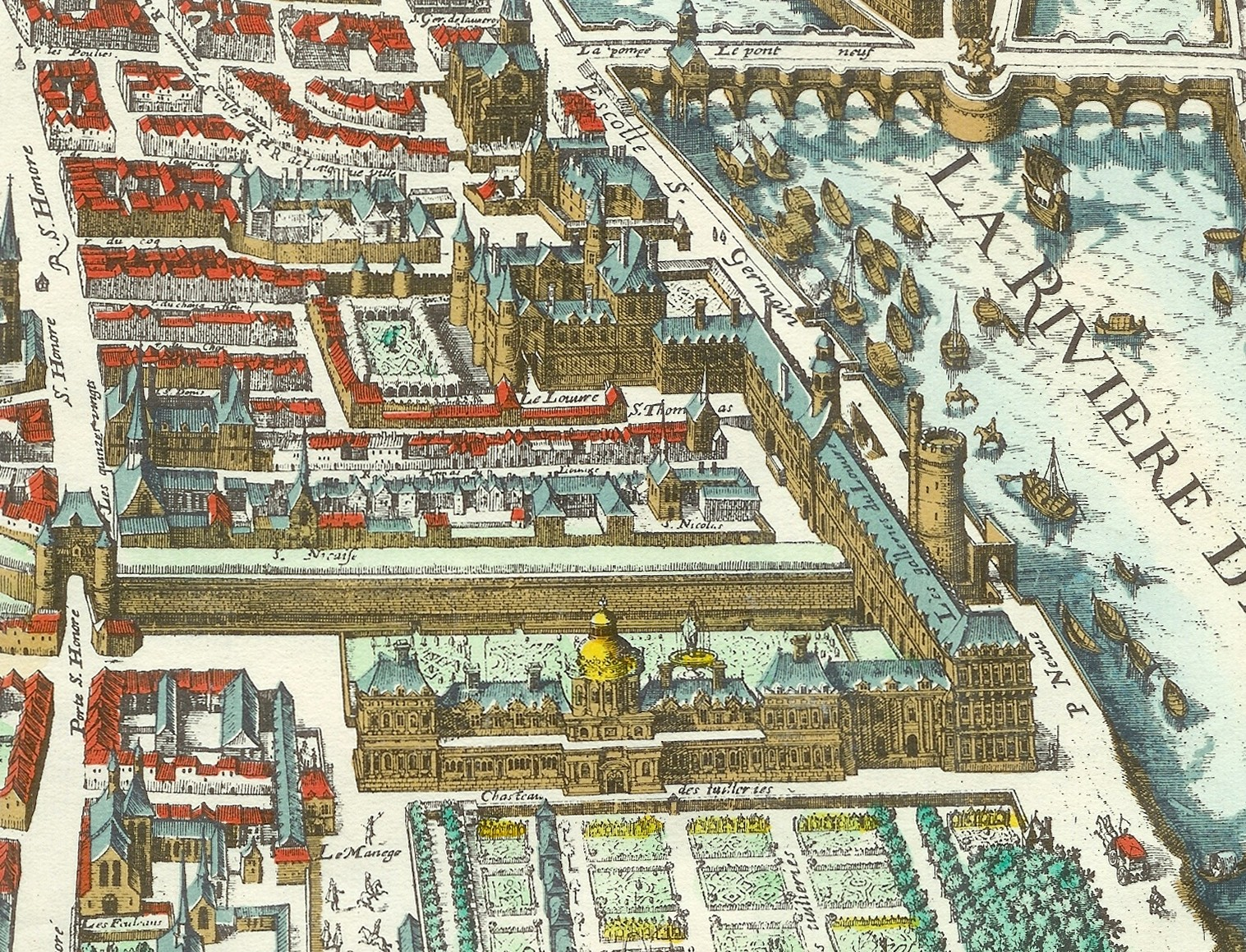
El Louvre, las Tullerías y la Gran Galería en 1615.
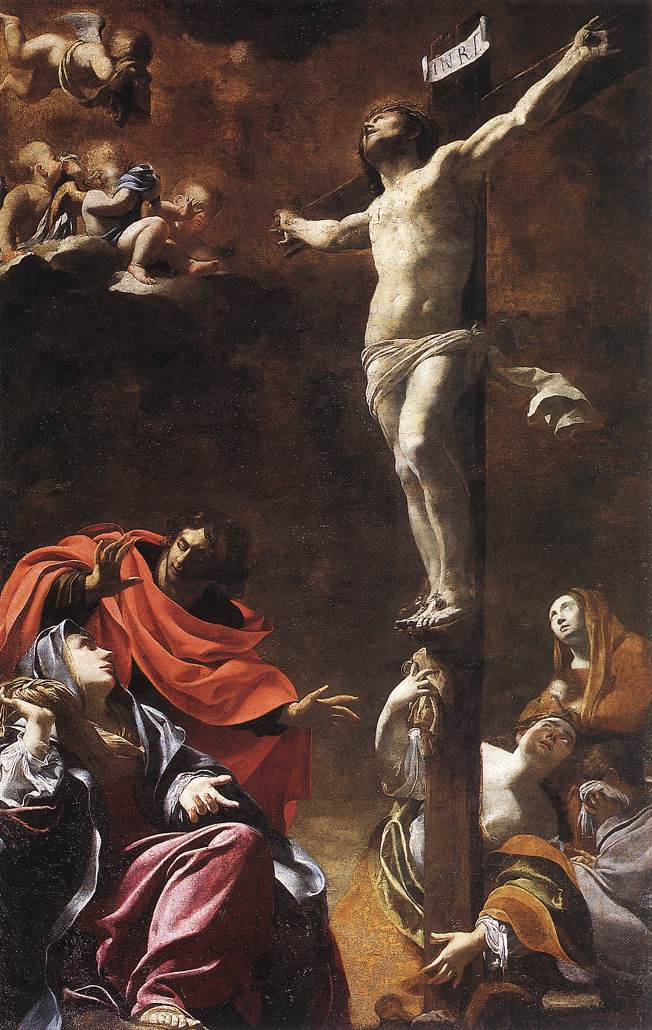
Crucifixión, de Simon Vouet, 1622.
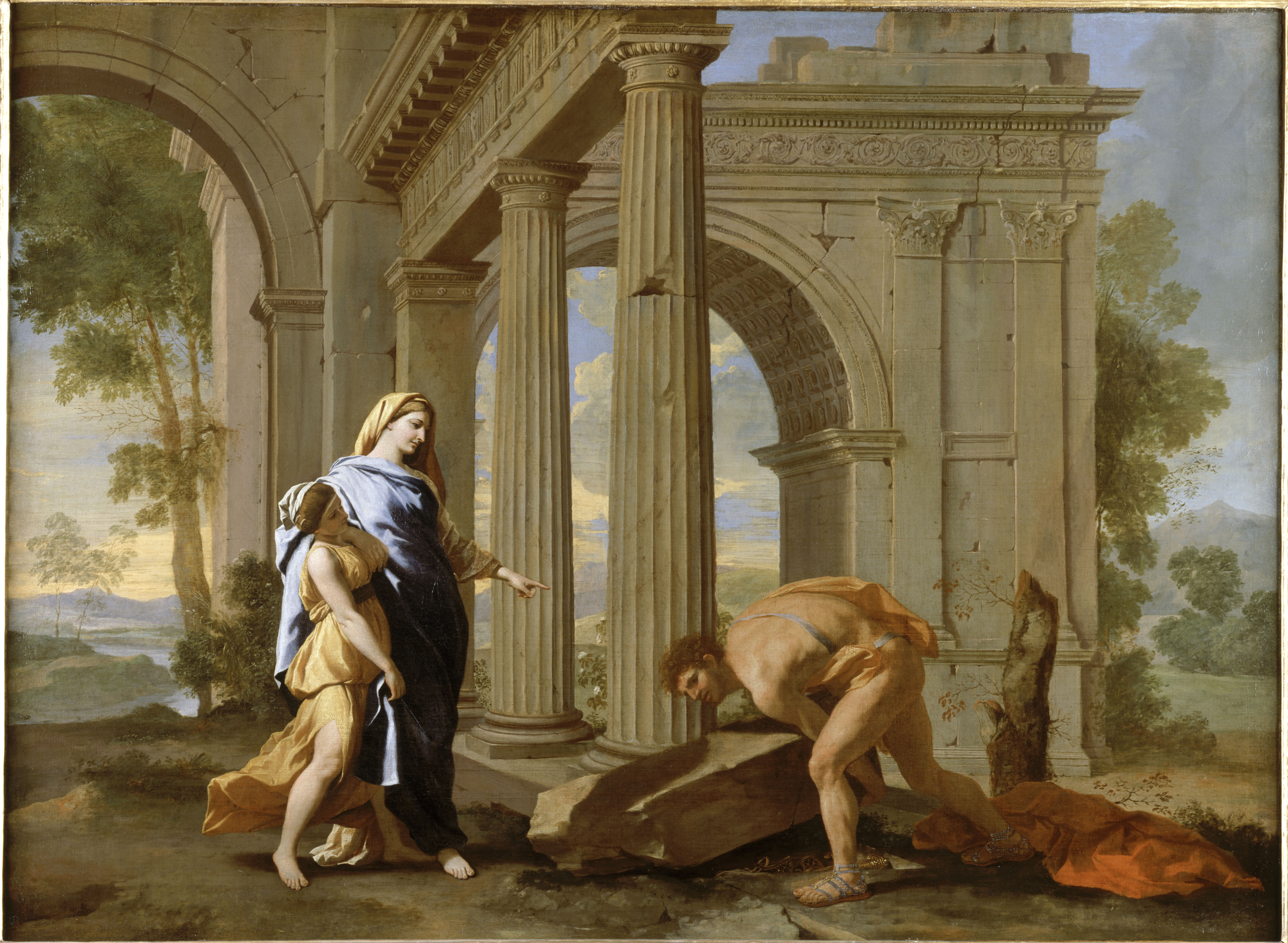
Teseo encuentra la espada de su padre, de Nicolas Poussin, 1638.
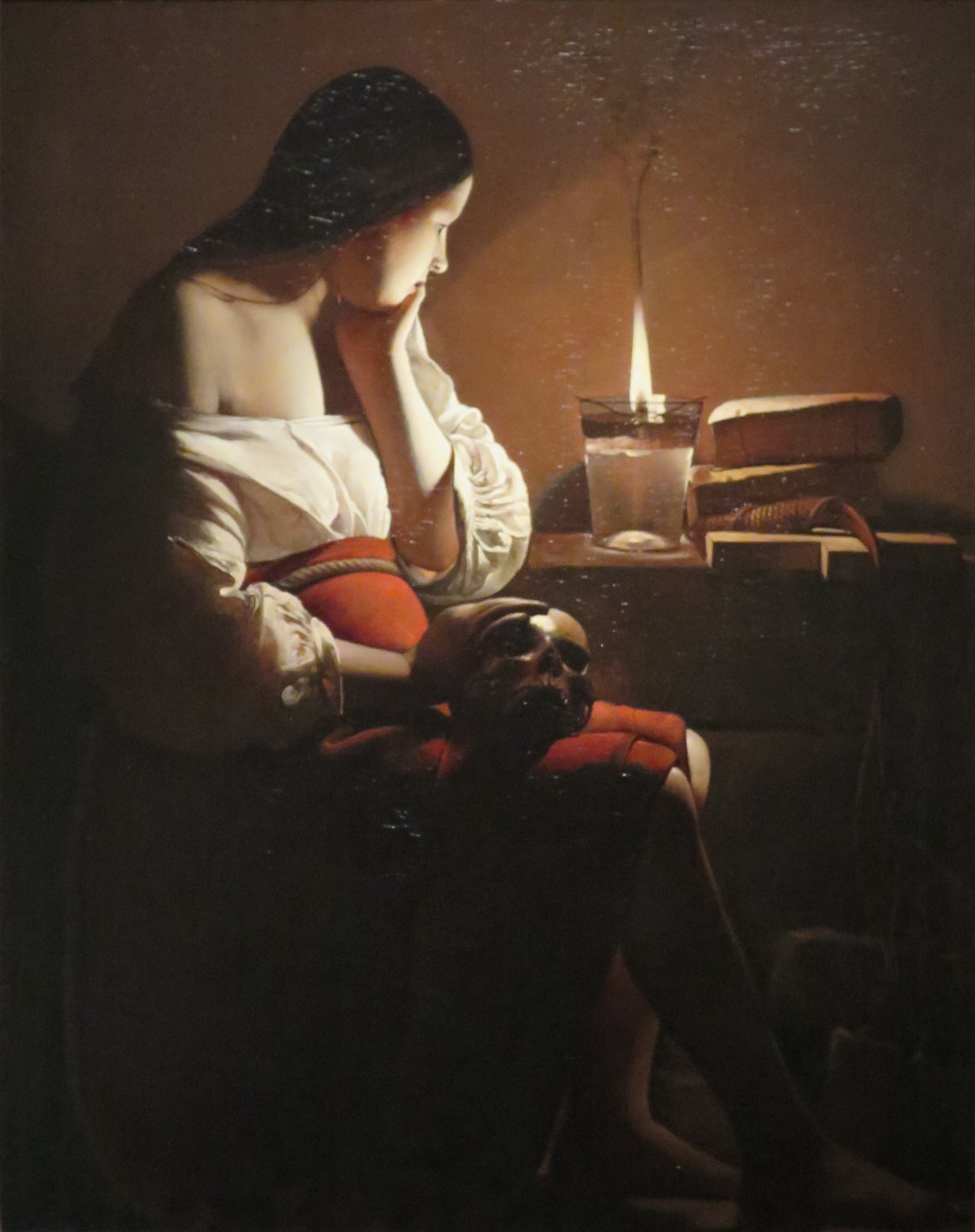
Magdalena con la llama humeante, de Georges de La Tour, ca. 1640.
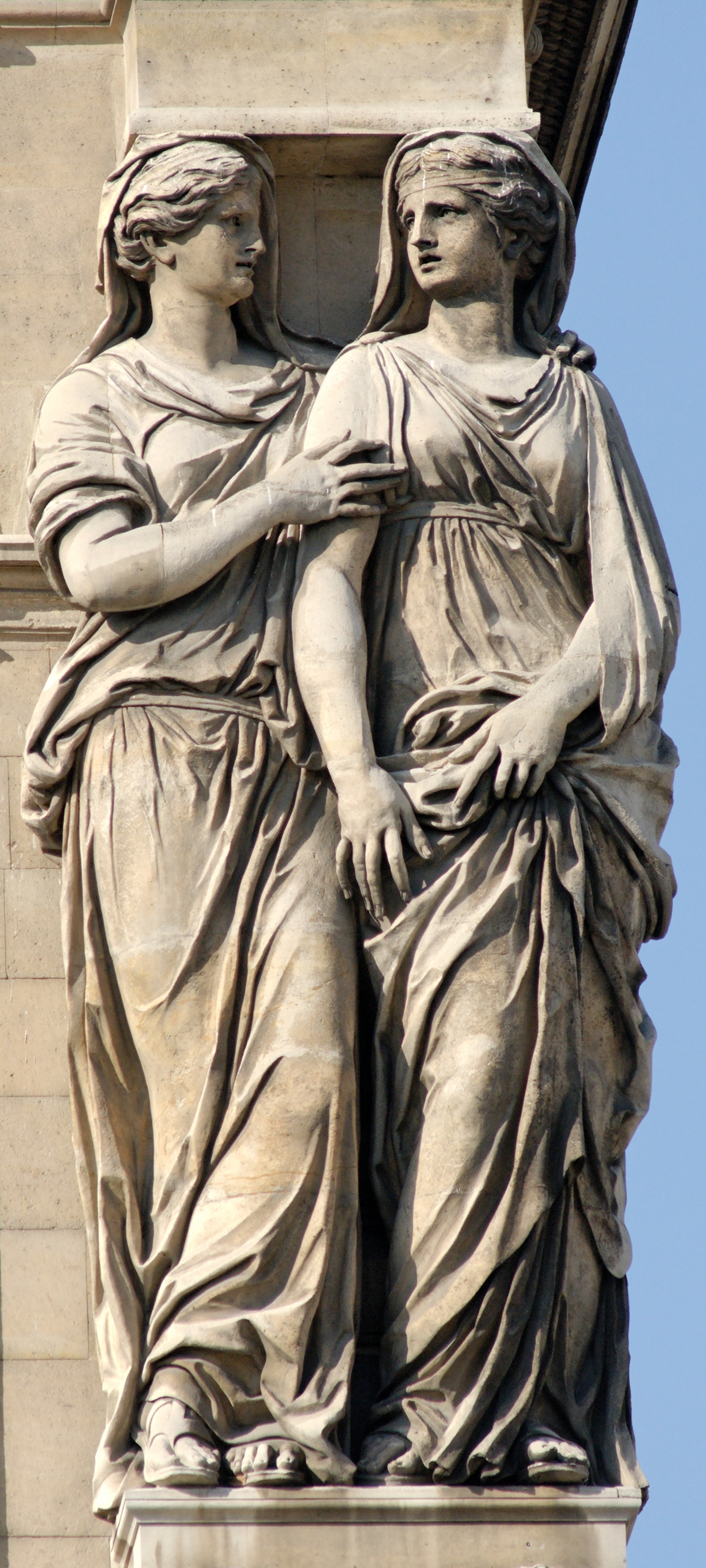
Cariátides del Louvre, de Jacques Sarazin, 1639-1642.
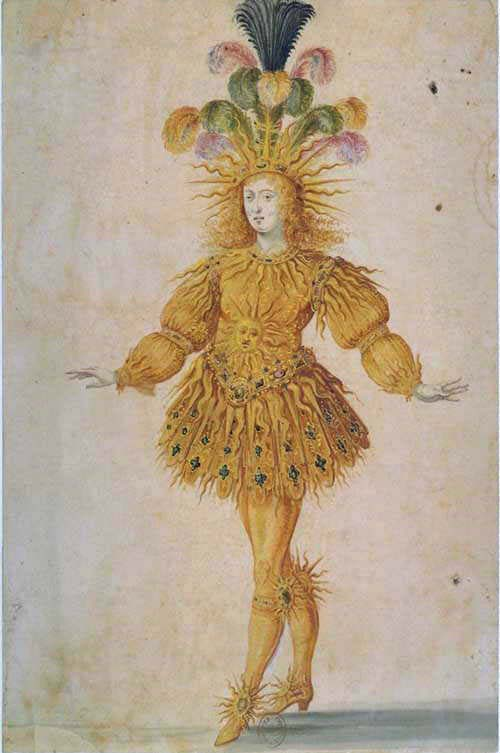
Para celebrar la victoria del joven rey sobre la Fronda, el "Rey Sol" danzó con este atuendo en el Ballet de la Nuit (1653, junto al músico Jean-Baptiste Lully).
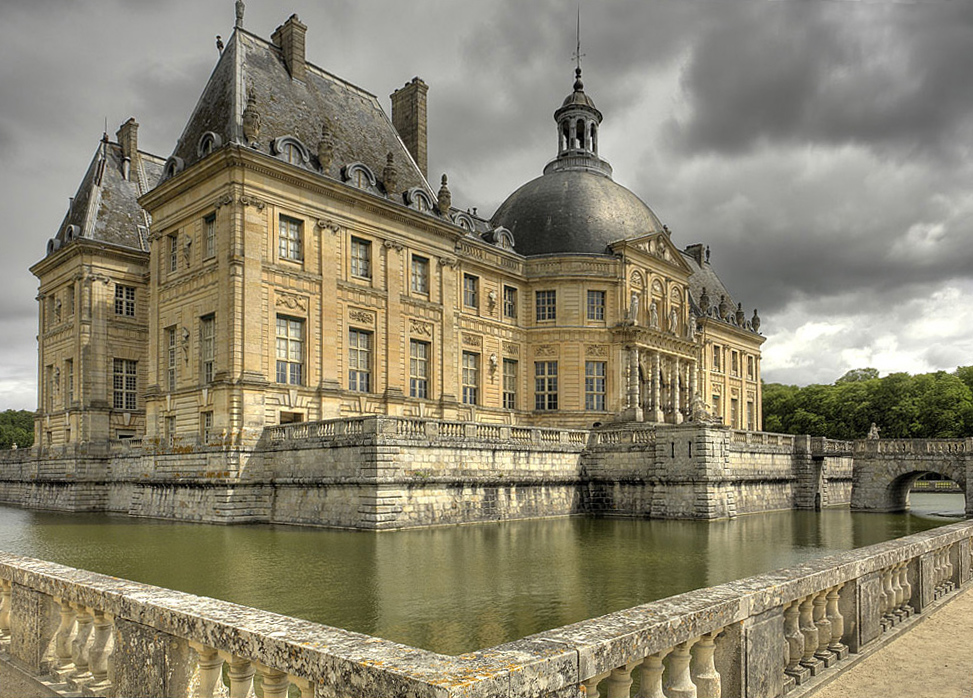
Palacio de Vaux-le-Vicomte, precedente del de Versalles, donde trabajaron el arquitecto Luis Le Vau, el pintor Charles Le Brun y el paisajista André Le Nôtre (1658-1661).
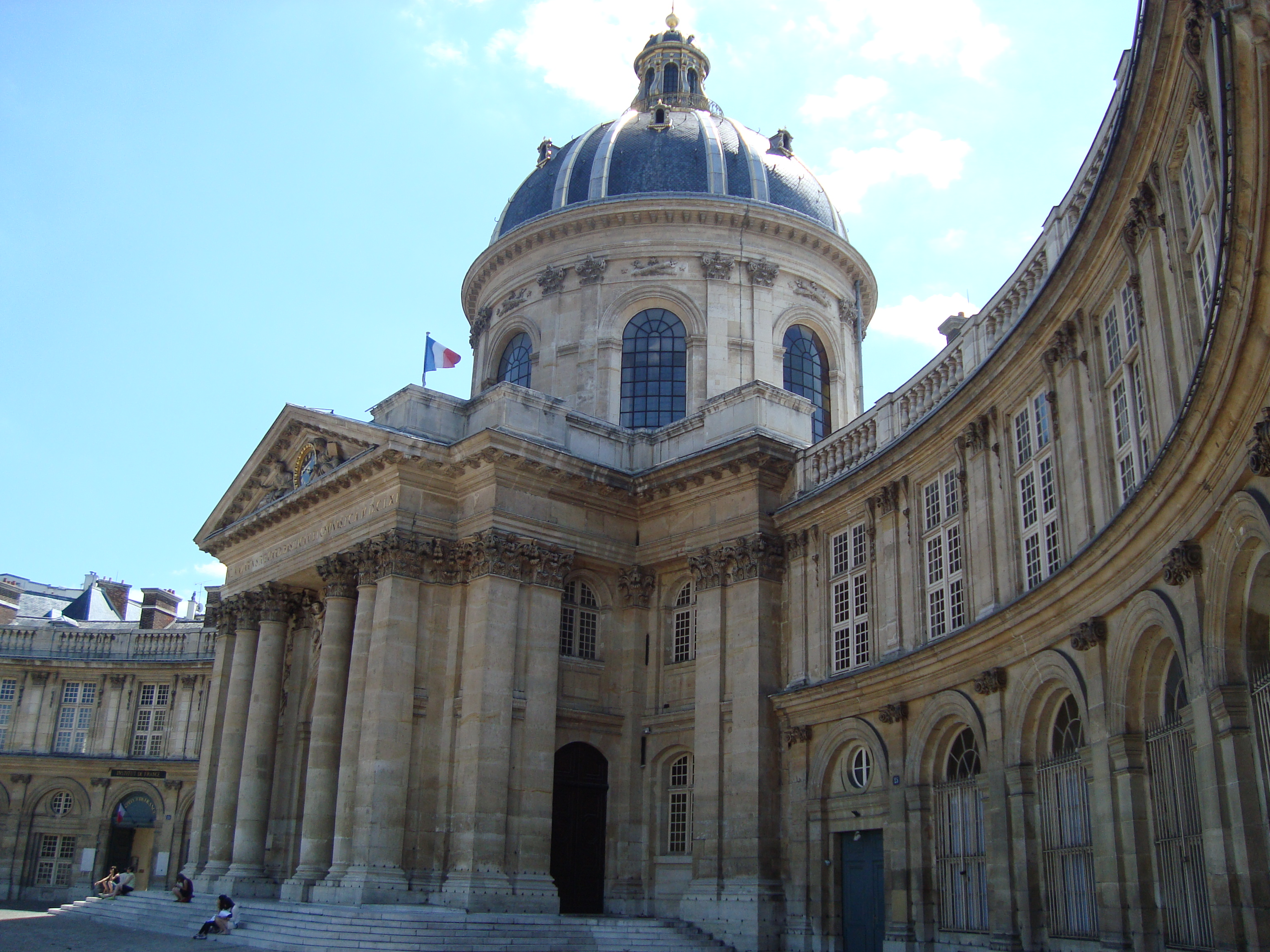
Collège des Quatre Nations, hoy Institut de France, de Le Vau (1661-1670).
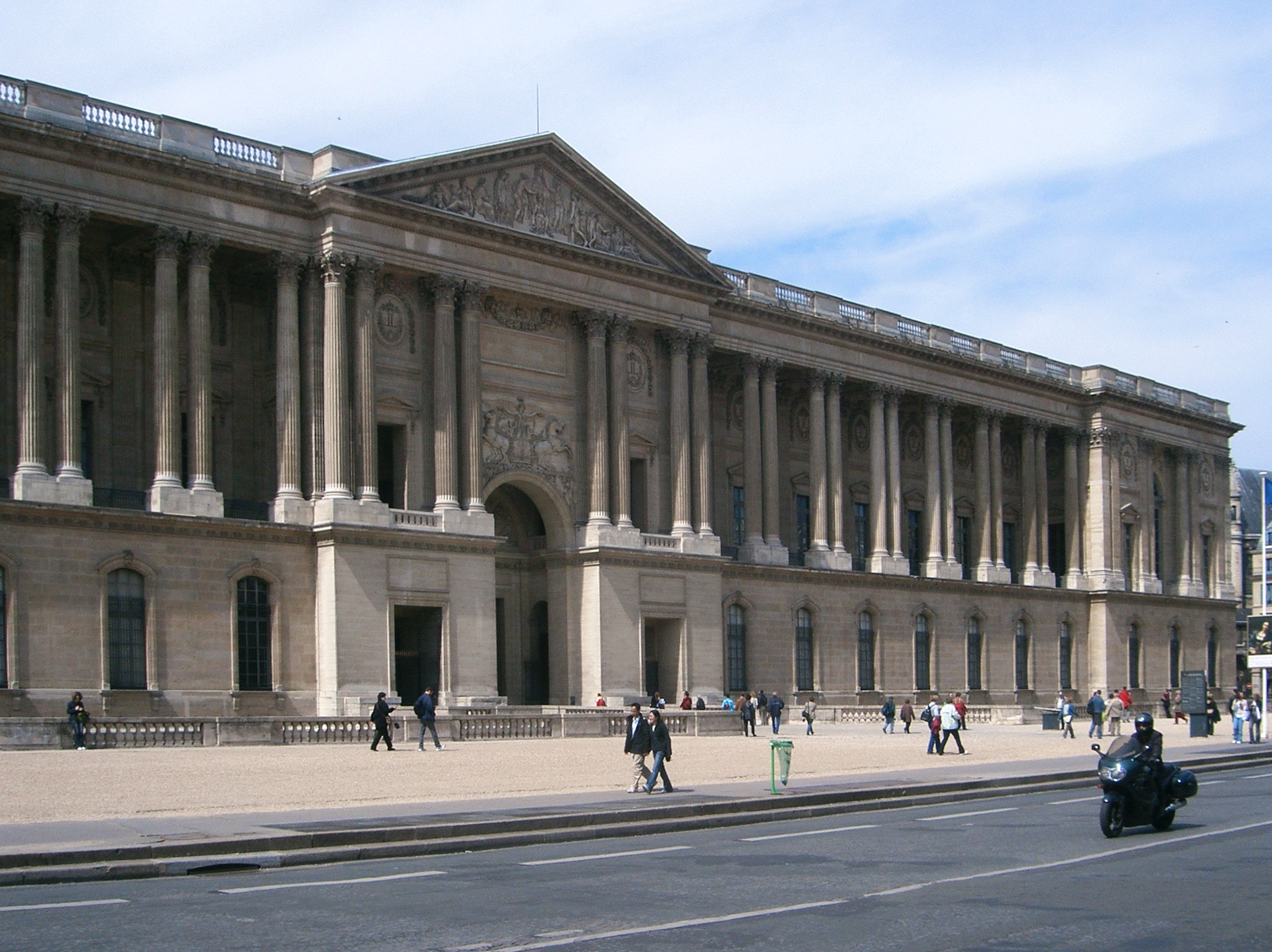
Columnata Perrault del Louvre (Claude Perrault, 1667-1670).
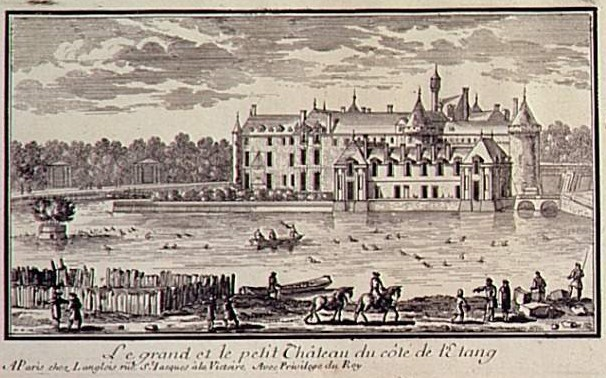
Palacio de Chantilly, donde tuvo lugar el extraordinario banquete que el Gran Condé ofreció a Luis XIV (maître d'hôtel François Vatel, 1671).
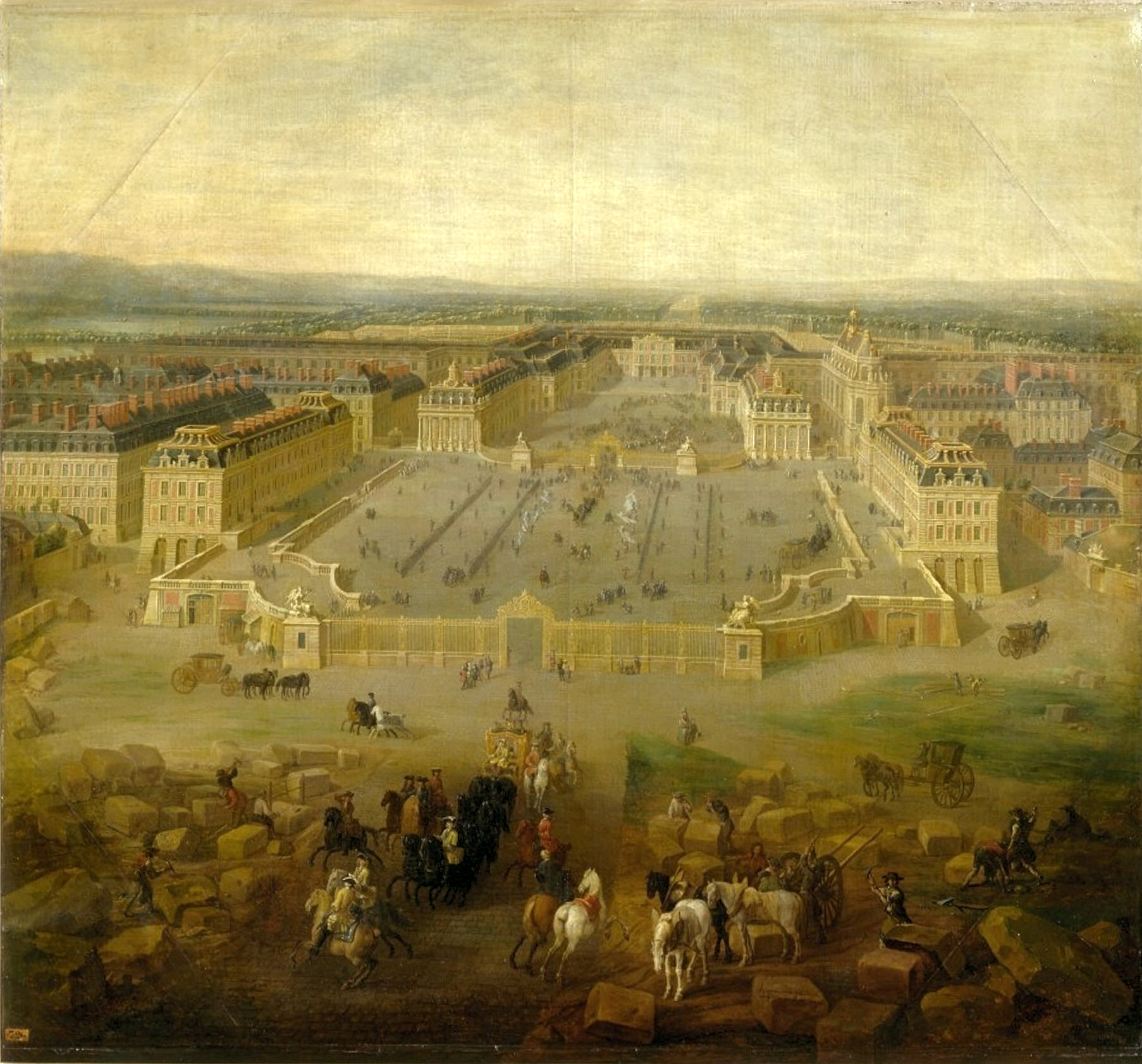
Versalles en 1722.
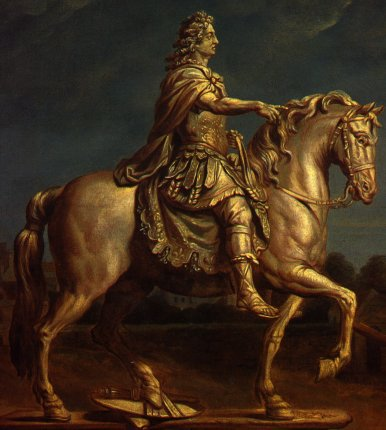
Pintura de René-Antoine Houasse (1700) que reproduce la estatua ecuestre de Luis XIV de François Girardon (1692).
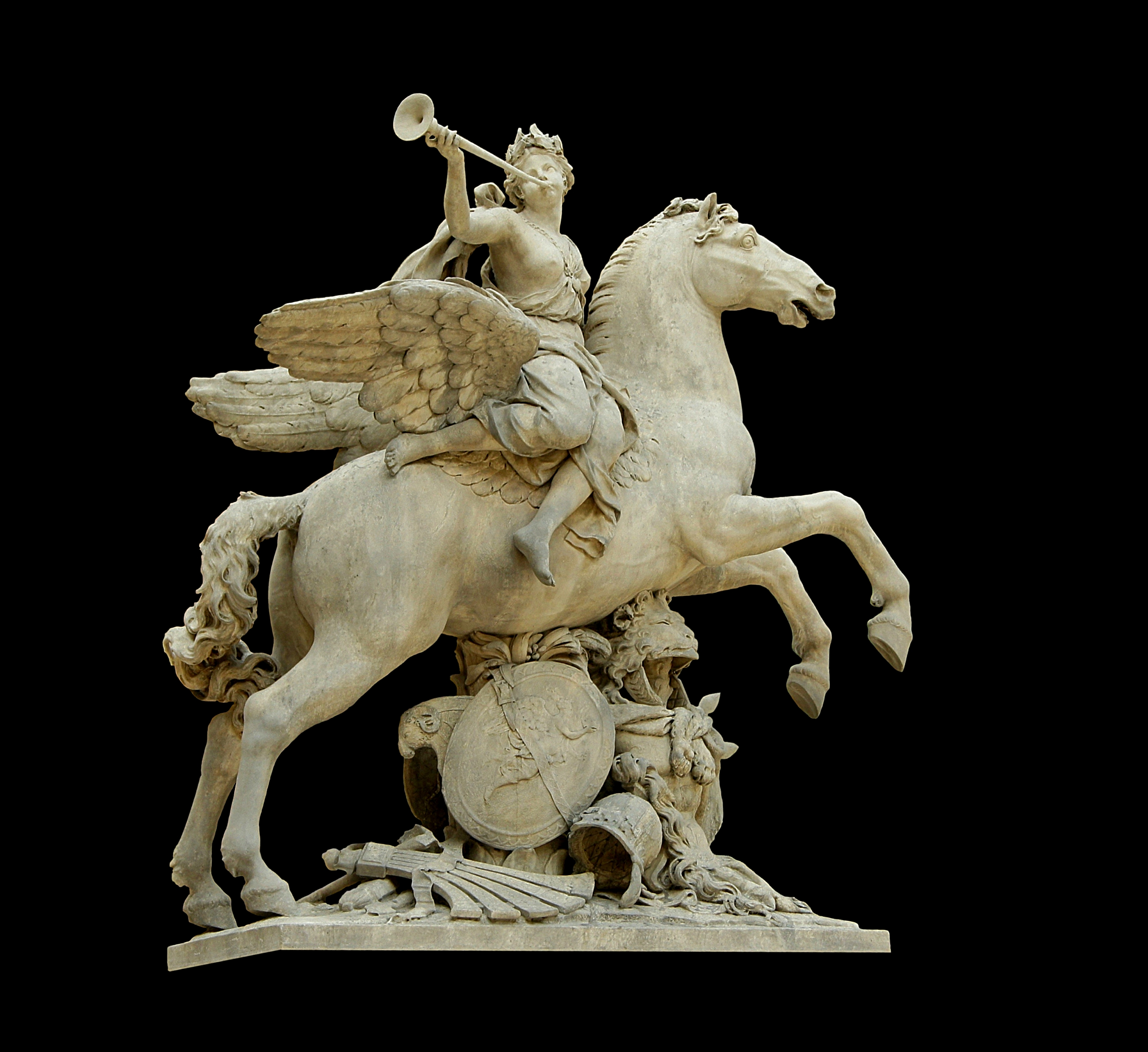
La fama del rey cabalgando a Pegaso, de Coysevox (1702).
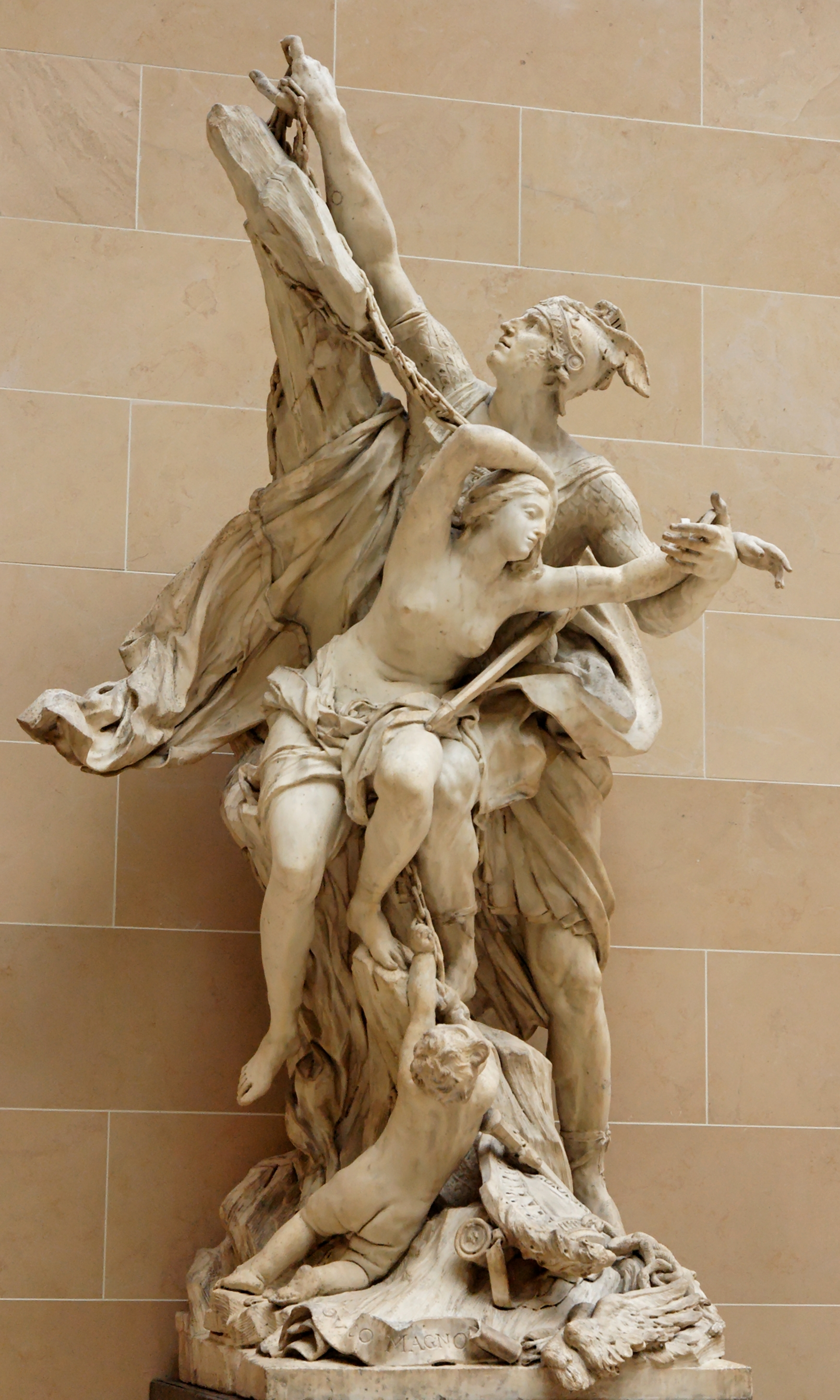
Perseo y Andrómeda, de Pierre Puget (1715).

## Pintura

### El estilo Luis XIII

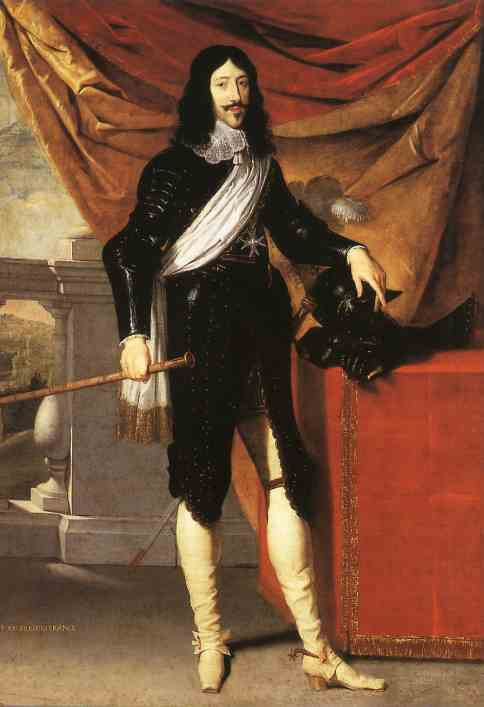
Philippe de Champaigne, Retrato de Luis XIII.

A principios del siglo XVII coincidieron el final del manierismo y el principio del barroco en la corte de María de Médici y Luis XIII. El arte de este periodo mostró influencias del norte de Europa tanto de la escuela holandesa como de la flamenca y de los pintores romanos de la Contrarreforma. Entre los artistas se suscitó un debate entre los partidarios de Rubens (color, libertad, espontaneidad, el barroco) y los partidarios de Nicolas Poussin (dibujo, control racional, proporción, el clasicismo romano). A principios de siglo, además, destaca el caravagismo, tendencia pictórica influida por Caravaggio y que tuvo en Francia su máximo exponente con Georges de La Tour con sus cuadros iluminados con velas.
Así como el tenebrismo tuvo éxito en la Francia de provincias, el clasicismo arraigó en la corte y en París, entre un público de aristócratas y la alta burguesía. El clasicismo francés de la época de Luis XIII estuvo dominado por las figuras de dos artistas que trabajaban en Roma: Nicolas Poussin y Claudio Lorena y se vieron a su vez influidos notablemente por el clasicismo de Annibale Carracci y sus seguidores. De este último se destacan sobre todo los paisajes, que influyó en el romanticismo. Tanto Poussin como Lorena satisfacían ante todos los gustos de los coleccionistas franceses, especialmente de Richelieu y Mazarino, que adquirían sus obras.
Otro pintor que también desarrolló su carrera en Roma, pero cuyas obras se adquirían en Francia, fue Gaspard Dughet. En París trabajaron Laurent de La Hyre y Jacques Stella.
En la corte francesa se cultivó igualmente el retrato, destacando sobre todo en este punto la obra de Philippe de Champaigne, que cultivo tanto el retrato sencillo, íntimo, de gran penetración psicológica, como el cortesano, en que se presentan a los reyes y las grandes figuras con todo su esplendor. El retrato de corte suele ser de pie, con accesorios como columnas o cortinajes. En las pinturas de Ph. de Champaigne destacan dos retratos de Luis XIII, el triple retrato del cardenal Richelieu y los retratos de miembros de los jansenistas, grupo al que perteneció desde 1645.

### Aticismo

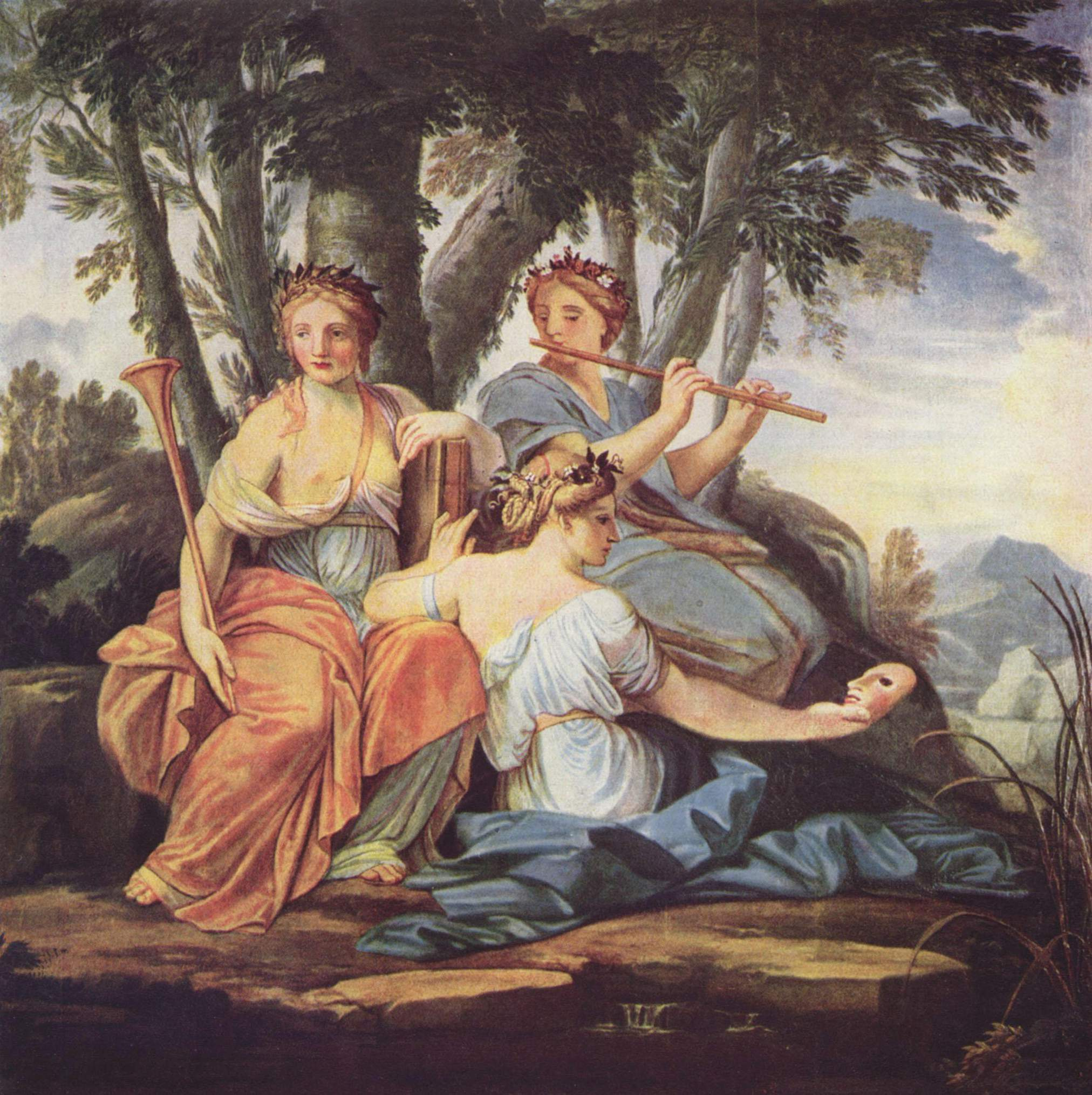
Las musas Clío, Euterpe y Talía, Eustache Le Sueur, h. 1640-1645, Museo del Louvre, París, ejemplo de aticismo.

A mediados de siglo la corriente dominante fue el aticismo, estilo caracterizado por sus peculiares refinamientos. Representan esta tendencia Eustache Le Sueur, Sébastien Bourdon, Nicolas Chaperon y Nicolas Loir.
Se trata de una corriente que se produjo sobre todo en París. Solían pintar por encargo de mecenas, tanto de la iglesia como laicos. 
Los aticistas prefirieron representar temas de la Antigüedad clásica, tratándolos de manera preciosista. Las composiciones son sencillas, pero dentro de ellas incluían sofisticados códigos y símbolos que los refinados comitentes sabían descifrar.
Los personajes aparecen en actitudes tranquilas, reposadas, estáticas. Estaban vestidos de forma elegante, con ropas que se doblaban y ondulaban a la manera clásica. Los gestos eran delicados, las expresiones frías. 
Predomina el dibujo sobre el color, siendo este de las tonalidades suaves, como el gris o el rosa. El único color con cierta intensidad es el azul.
Pintaban sobre telas encoladas directamente en el entablado a la francesa.

### La corte de Luis XIV

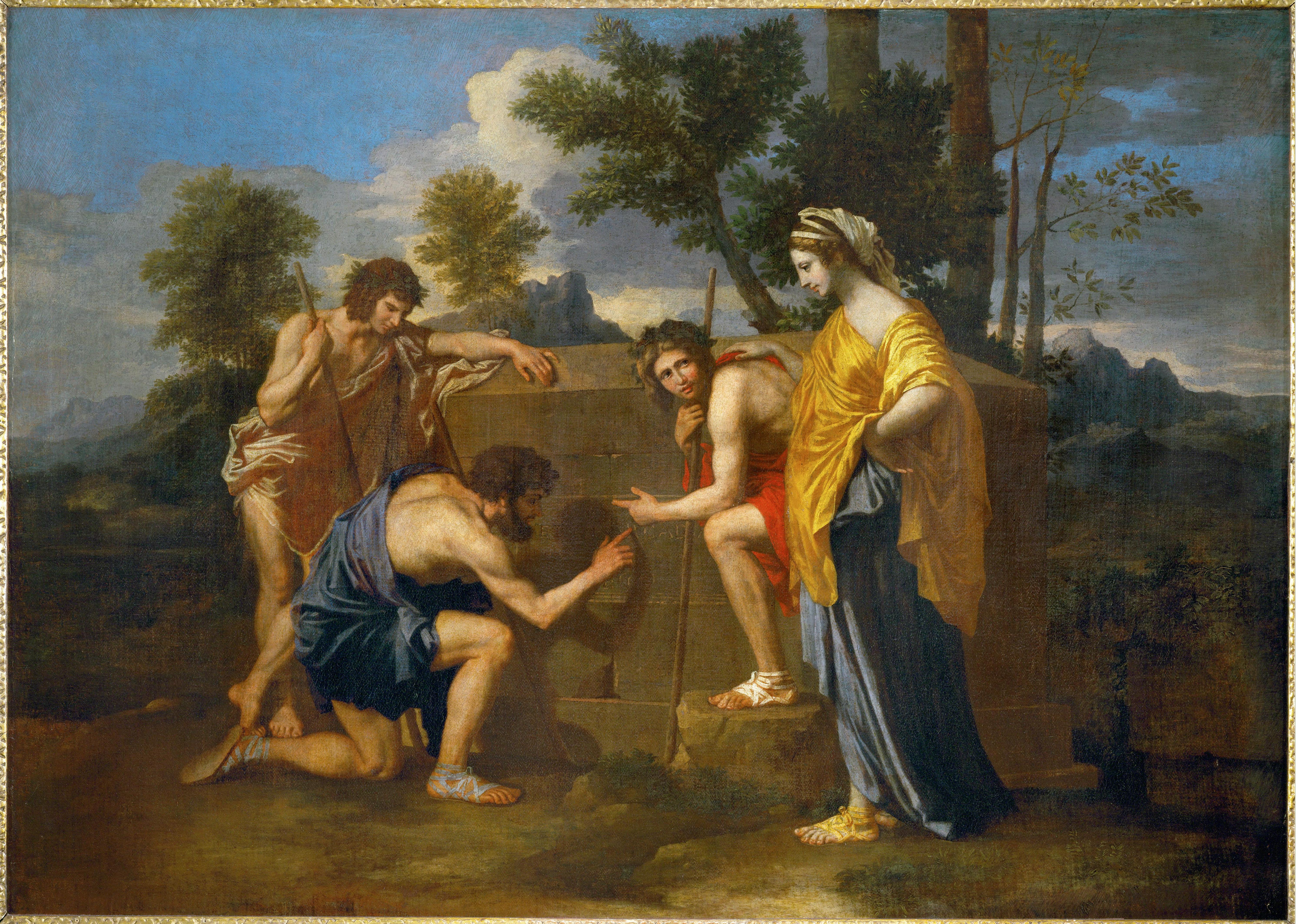
Nicolas Poussin, Et in Arcadia ego (También yo en Arcadia) (1638-1639). Museo del Louvre (París).

Aunque con algún predecesor, Nicolas Poussin se convirtió en pintor de la corte. La mayor parte de su vida transcurrió en Roma. El Cardenal Richelieu le ordenó regresar a Francia para ostentar este cargo aproximadamente un año, muriendo en 1665. Poussin es autor de un tratado, La expresión de las pasiones. 
Durante el reinado de Luis XIV, el clasicismo se identificó con el "gran gusto", siendo la figura más influyente fue Charles Le Brun, aticista en su juventud, que marcó el estilo oficial de la época. Aunque el iniciador es considerado Simon Vouet, antiguo tenebrista, es sin duda Le Brun la figura académica por excelencia, y quien mejor supo defender el ideal artístico del Rey Sol. Fue nombrado Primer Pintor del Rey en 1664, y dirigió los trabajos de Versalles. 
Fue determinante la creación, en 1648, de la Academia Real de Bellas Artes, bajo los auspicios del cardenal Mazarino, con lo que se creaban unas líneas artísticas oficiales al servicio de la monarquía. 
Gracias a la Academia y a los encargos del rey Luis XIV para la decoración de Palacio de Versalles, el clasicismo hará de esta tendencia el movimiento oficial de Francia e influirá ampliamente sobre toda una generación de pintores franceses y del resto de Europa. 
Pierre Mignard, sucesor de Le Brun, siguió la misma tendencia, pero con mayor fastuosidad.
La academia estableció la jerarquía de géneros en pintura, ocupando el último lugar el paisaje y siendo el más noble de los géneros la pintura de historia. Esta empleaba una retórica pictórica muy marcada y un sentido estricto de lo que se consideraba decoroso.
En 1672, Le Brun se muestra partidario de la línea (Poussin) en detrimento del color (Rubens). Así, da el carácter y normativiza el estilo clásico, la obra de Poussin simboliza las virtudes de la claridad, la lógica y el orden, principios del academicismo.
En el retrato de corte destacaron Hyacinthe Rigaud y Nicolas de Largillière. Este, y Jean Jouvenet personifican los últimos momentos de esta corriente.

### Estilo

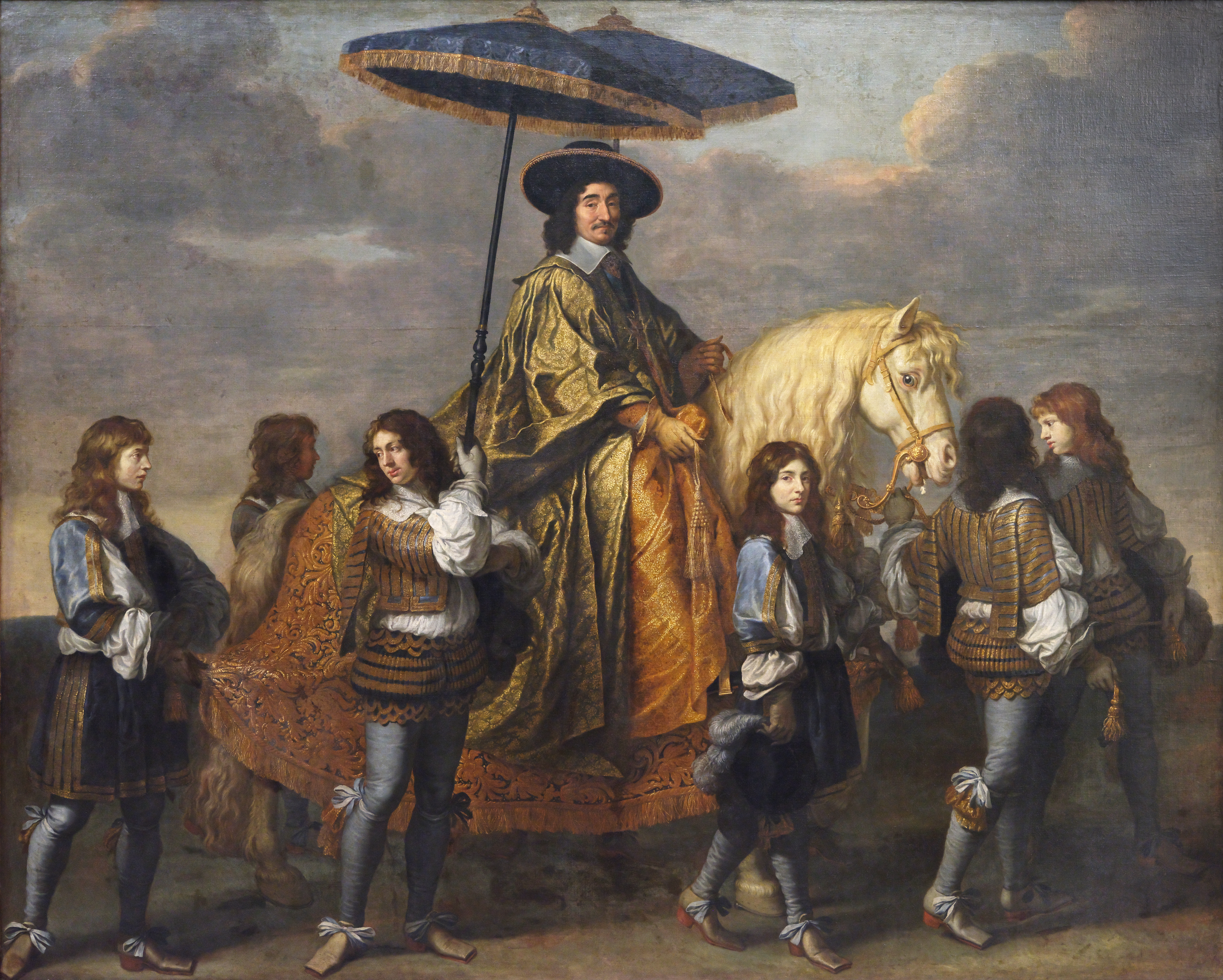
El canciller Séguier, de Charles Le Brun, h. 1670, óleo sobre lienzo, 295 × 351 cm, Museo del Louvre, París.

Como en otras disciplinas, el clasicismo en pintura tiende hacia un ideal de perfección y de belleza, inspirado de lo que se cree entonces que eran las virtudes de la Antigüedad.
Se hacen composiciones al fresco, sobre todo para la decoración de cúpulas, y óleos sobre lienzo de tamaño más pequeño que el usual de la pintura barroca.
La pintura escoge los temas nobles y preferentemente inspirados de la antigüedad o de la mitología grecorromana. No obstante, eran también frecuentes los cuadros religiosos. También se cultiva el retrato, comenzando por los del rey, en fastuosas disposiciones, y siguiendo por los de nobles y burgueses que deseaban hacerse retratar. 
Finalmente, cobra gran importancia el paisaje, tratado "a la italiana", esto es, vistas con edificios en perspectiva y concediendo gran importancia a la luz. Los pintores tomaban apuntes del natural pero luego recreaban esos paisajes en sus estudios, usándolos como decorado para las escenas mitológicas.
La composición y el dibujo deben primar sobre el color y el concepto sobre la seducción de los sentidos. Las composiciones son cerradas, tendiendo a un esquema piramidal, con figuras centradas; no se representa con realismo, sino que los personajes se idealizan. Están posando, con tranquilidad, evitándose las posturas forzadas o exageradas tan propias del barroco.

### Autores
Principales pintores clasicistas:
- Nicolas Poussin (1594-1665)
- Jacques Stella (1596-1657)
- Philippe de Champaigne (1602-1674)
- Claudio de Lorena o Claude Gellée (h. 1602-1682)
- Gaspard Dughet (1615-1675)
- Laurent de La Hyre (1606-1656)
- Nicolas Chaperon (1612-1651), aticismo
- Pierre Mignard (1612-1695)
- Eustache Le Sueur (1616-1655), aticismo
- Sébastien Bourdon (1616-1671), aticismo
- Charles Le Brun (1619-1690), aticismo en su juventud
- Nicolas Loir (1624-1679), aticismo
- Jean Jouvenet (1644-1717)

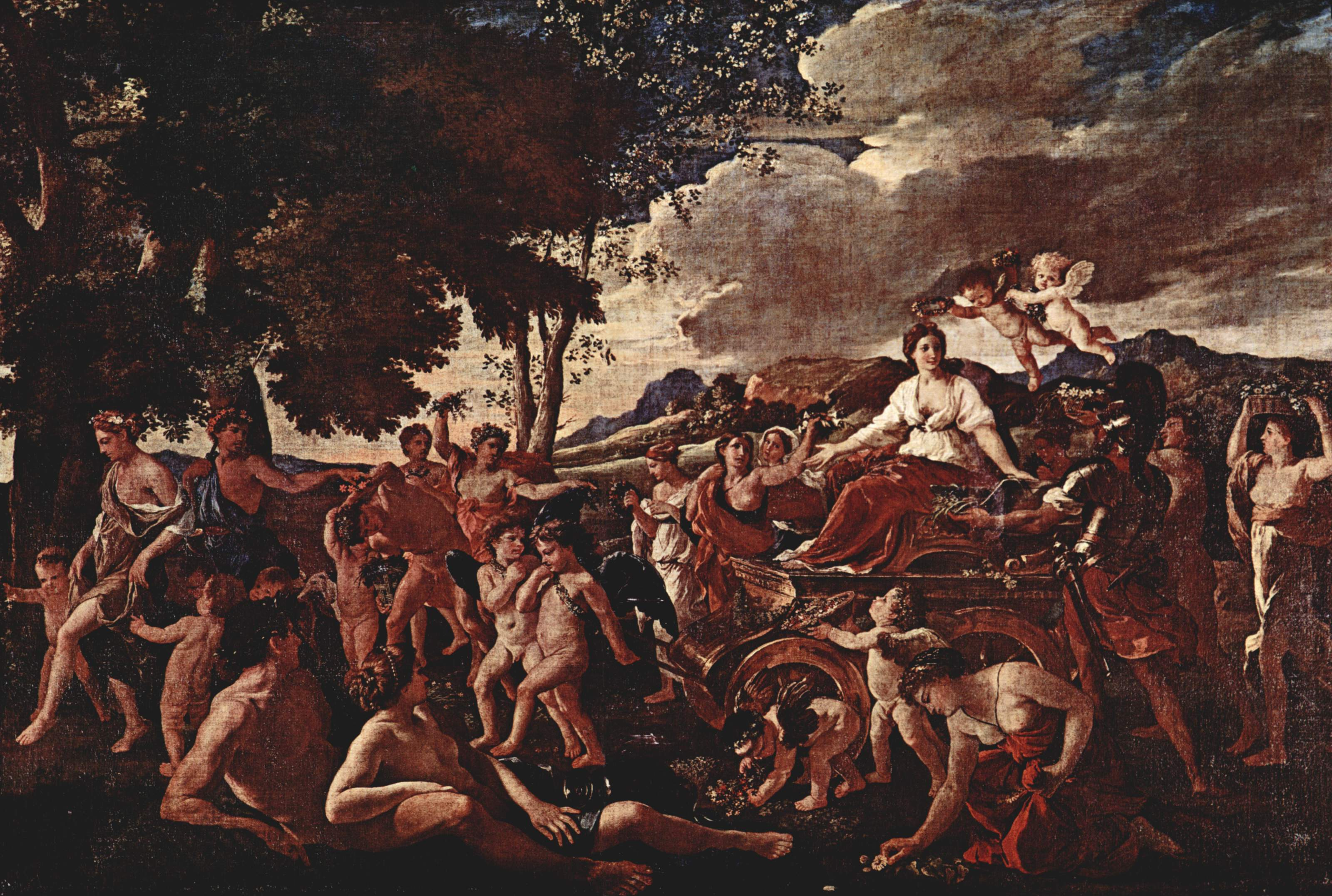
El triunfo de Flora, Nicolas Poussin, h. 1627-1629, óleo sobre lienzo, 165 × 241 cm, Museo del Louvre, París.
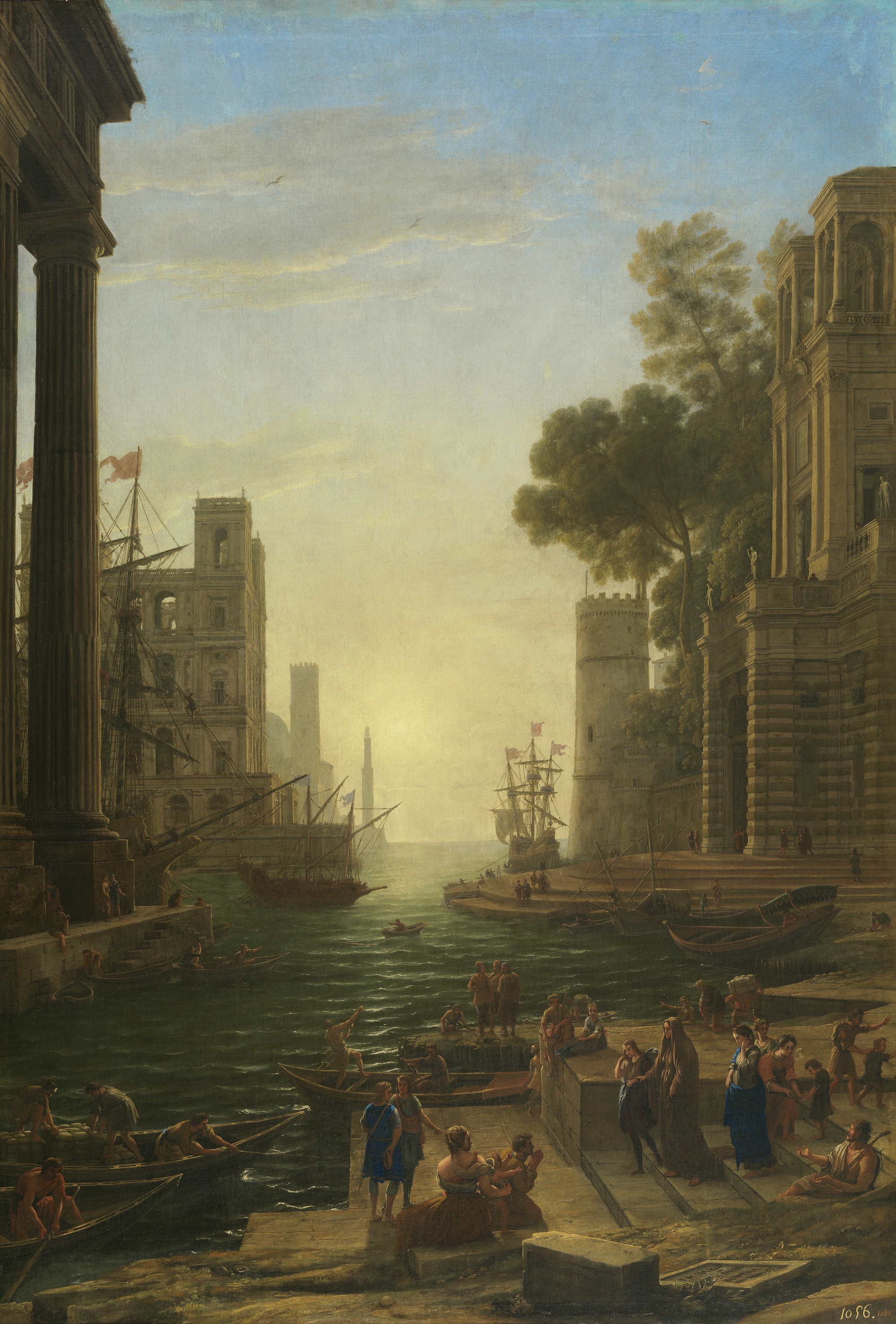
Paisaje con el embarque en Ostia de Santa Paula Romana, Claude Lorrain, 1639-1640, óleo sobre lienzo, 211 × 145 cm, Museo del Prado, Madrid.
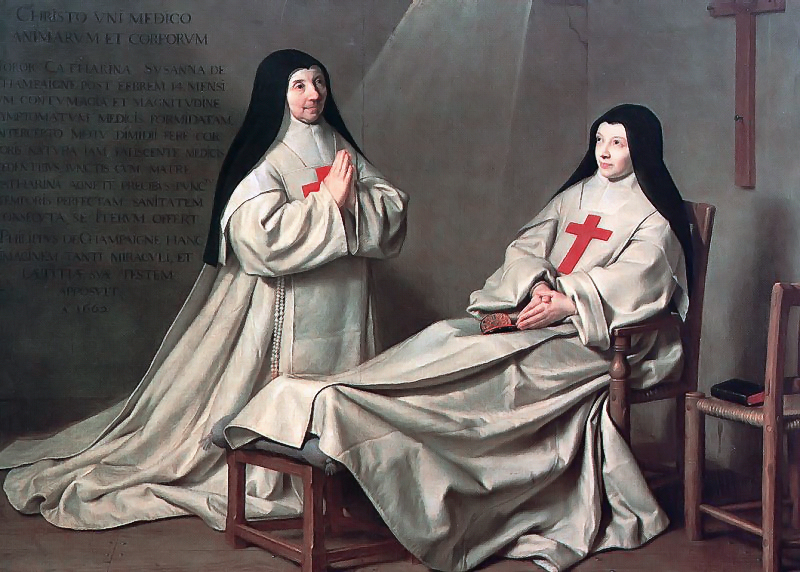
Retrato de la Madre Arnauld y de la hija del pintor. Exvoto, Philippe de Champaigne, 1662, Museo del Louvre, París.
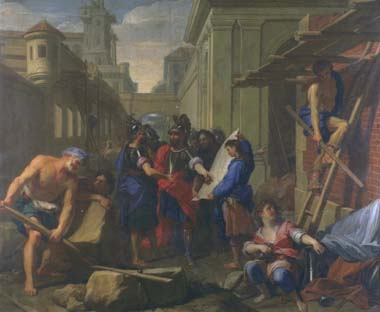
Fundación de una villa en Germania por los tectosagos, Jean Jouvenet, 1685, Museo de los Agustinos, Toulouse

## Escultura
El Barroco francés se reconoce por su carácter cortesano, mitológico y decorativo. Predominan los bustos, las estatuas ecuestres, las alegóricas y la escultura funeraria. Tiene cierta tendencia al clasicismo. 
Durante el reinado de Luis XIII destacan los retratos, casi siempre de carácter funerario, con escultores como Simon Guillain y Jacques Sarrazin.
A mediados de siglo XVII la Academia de Pintura y Escultura pasó a ser controlada por Colbert quien la puso al servicio de la monarquía. Dirigida por Charles Le Brun desde el año 1663, este impuso la ortodoxia clasicista que dictaban los encargos de la corte. La escultura entró a formar parte del arte oficial que exaltaba a la monarquía absoluta, con centro en el Palacio de Versalles. Allí trabajaron escultores como François Girardon, de gusto clásico (Apolo y las Ninfas, la fuente de las pirámides o el sepulcro del cardenal Richelieu, donde prescinde de toda integración con la arquitectura a favor del efecto teatral) y Jean-Baptiste Tuby (Fuente de El carro del sol o El carro de Apolo, El Ródano). Pierre Puget fue el más típicamente barroco, por su dramatismo, tensión y la violencia formal de sus obras, claramente influido por Bernini, por lo que tuvo dificultades para que sus obras fuesen aceptadas en la corte (Milón de Cortona, Alejandro y Diógenes, Andrómeda liberada por Perseo). Antoine Coysevox gran retratista en busto, realizó numerosas estatuas para el conjunto de Versalles y los mausoleos de Mazarino y Colbert.
Nicolas Coustou y su hermano Guillaume Coustou (Caballos de Marly), sobrinos de Coysevox y formados en su taller, trabajaron para la corte, en ocasiones conjuntamente. El estilo de Guillaume, más vigoroso, denota la influencia del barroco italiano que conoció en su estancia en Roma.
Ya en el siglo XVIII se produce un alejamiento de los dictados de la Academia destacando escultores, de gusto rococó, como François Dumont, Edme Bouchardon o Jean-Baptiste Lemoyne.
- Perseo y Andrómeda, de Pierre Puget
- La fama de Luis XIV (1702), de Coysevox
- El carro de Apolo de Jean-Baptiste Tuby
- Cautivos del monumento a Luis XIV en Place des Victoires, de Martin Desjardins (1679)[11]
- Caballos de Marly  (1739), de Guillaume Coustou
- Julio Cesar de Nicolas Coustou

## Arquitectura
La arquitectura barroca francesa, a veces llamada clasicismo francés, fue un estilo de arquitectura que floreció durante los reinados de Luis XIII (1610-1643), Luis XIV (1643-1715) y Luis XV (1715-1774), en los que se iniciaron una serie de construcciones de gran fastuosidad, que pretendían mostrar la grandeza de los monarcas y el carácter sublime y divino de la monarquía absolutista, especialmente de Luis XIV, el «rey Sol» —el astro rey, de quien emana toda la sabiduría, toda la luz, y que con su gloria ilumina a toda Francia—, quien tomó el palacio de Versalles como expresión de su poder y de su propia persona, convirtiéndose así en el prototipo de residencia áulica del príncipe absoluto. Coincidirá,  con un periodo de bonanza económica, en el que una amplia nobleza y una burguesía pudiente serán capaces de permitirse los excesos y las costosas representaciones de estilo teatral. Aunque se percibe cierta influencia de la arquitectura barroca italiana, esta fue reinterpretada dando prioridad a la sobriedad, la armonía y la claridad, siendo más fiel al clasicismo renacentista. Fue precedida por la arquitectura renacentista y por el manierismo y fue seguida, en la segunda mitad del siglo XVIII, por la arquitectura neoclásica.
Los franceses llaman «clásica» a la arquitectura del siglo de Luis XIV y de sus sucesores y rechazan la denominación, peyorativa en francés, de «barroca». Esta oposición entre un clasicismo «razonable» a la francesa y un barroco «excesivo» a la italiana encuentra su origen en la voluntad, afirmada desde el siglo XVII, de suplantar a Roma y, de hecho, aparece en el momento en que Versalles y la corte del rey Sol toman el lugar de Italia como centro de influencia cultural. El punto de inflexión será en abril de 1665 con el rechazo de los planes de Bernini para la columnata del Louvre: el arquitecto más famoso y solicitado de Europa era rechazado por la corte de Francia. Sin embargo, algunos historiadores del arte consideran la arquitectura francesa de los reinados de Luis XIII y sobre todo, de Luis XIV y Luis XV como barroca: creen que la mayoría de las construcciones francesas «clásicas», sean religiosas o civiles, podrían haberse construido en otros lugares de Europa y que reúnen todos los elementos barrocos: el gusto por la magnificencia, la perspectiva, la decoración. Ese barroco francés influirá profundamente en la arquitectura civil del siglo XVIII en toda Europa.
Las primeras realizaciones de relevancia corrieron a cargo de Jacques Lemercier (capilla de la Sorbona, 1635) y de François Mansart (château de Maisons-Laffitte (1624-1626); Iglesia de Val-de-Grâce (1645-1667). Posteriormente, los grandes programas áulicos se centraron en la nueva fachada del palacio del Louvre (1667-1670), obra de Louis Le Vau y de Claude Perrault, en el ahora desaparecido château de Marly (1679-1696), en ciertas alas del inmenso château de Fontainebleau. Pero no se puede atribuir el desarrollo de la arquitectura barroca únicamente a los dominios de la corona, ya que fue en ese momento cuando proliferaron también muchas obras de dominio noble y burgués como los châteaux en las zonas rurales —el château de Dampier construido para el duque de Chevreuse, el ala barroca del castillo de Blois, el ya mencionado Maisons Laffitte (cuya realización marcará un antes y un después en la arquitectura francesa) —y los hôtels particuliers en las zonas urbanas; por ejemplo el Hôtel de Toulouse, actual sede de la Banque de France, o el Hôtel de Soubise  (1624-1639), posteriormente remodelado para convertirse en claro ejemplo del estilo rococó. 
Pero el principal programa del siglo será el palacio de Versalles (1669-1685), nuevamente un encargo para Le Vau continuado por Jules Hardouin-Mansart. De este último arquitecto conviene también destacar la iglesia de San Luis de los Inválidos (1678-1691), así como el trazado de la plaza Vendôme de París (1685-1708).
Aunque originalmente inspirados en el barroco italiano, bajo Luis XIV, se dio mayor énfasis a la regularidad, al orden colosal de las fachadas y al uso de columnatas y cúpulas, para simbolizar el poder y la grandeza del Rey.  Este mensaje está claramente presente en la disposición de salones (el dormitorio de Luis XIV ocupa el centro del palacio y está dispuesto exactamente sobre el eje este-oeste, los salones de estado están dedicados cada uno a una divinidad romana, o lo que es lo mismo a un planeta, etc), así como en la fuente de Apolo; cuyo carro tira del sol, el cual, al estar la fuente mirando hacia el este, parece que va a emerger del agua. Muy pronto, el palacio y la ciudad que surgirán en Versalles se convertirán en un suntuoso signo de propaganda política y escenario de un sinfín de extravagancias y derroches. A partir de Versalles, tanto el palacio como el modelo de jardín francés se difundieron por las cortes europeas.
Ejemplos notables del estilo son el Gran Trianón del Palacio de Versalles y la cúpula de la iglesia parisina de iglesia de San Luis de los Inválidos (1678-1691), otra obra de Jules Hardouin-Mansart (que alberga actualmente los restos de Napoleón Bonaparte) junto con el conjunto adyacente del Hôtel des Invalides. En los últimos años de Luis XIV y en el reinado de Luis XV, los órdenes colosales desaparecieron gradualmente, el estilo se hizo más claro y vio la introducción de la decoración de hierro forjado en los diseños de rocaille. El período también vio la introducción de plazas urbanas monumentales en París y en otras ciudades, en particular la plaza Vendôme y la place de la Concorde. El estilo influyó profundamente en la arquitectura secular del siglo XVIII en toda Europa: el palacio de Versalles y el jardín formal francés fueron copiados por otras cortes de toda Europa.
La arquitectura barroca está en deuda con los franceses por la invención del château  de tres cuerpos de edificación. El modelo vigente hasta entonces era el del  palazzo italiano: una fachada austera, a veces grandiosa, dando a la calle, con uno o más patios interiores con columnatas o no. La creatividad de los arquitectos se expresaba en los márgenes, en la gran escalera o la galería interior. Aunque el diseño palaciego de tres alas abiertas ya se había establecido en Francia como solución canónica en el siglo XVI, fue el Palacio de Luxemburgo (1615-1631) de Salomon de Brosse el que determinó la dirección sobria y clasicista que la arquitectura barroca francesa va a tomar. Para la reina madre María de Medici, de Brosse puso a punto el palacio con tres cuerpos de edificación que se convertiría en el modelo esencial de la arquitectura palaciega. Por primera vez, el corps de logis se subrayó como la parte representativa principal de la construcción, mientras que las alas laterales fueron tratadas como jerárquicamente inferiores y fueron apropiadamente reducidas. La torre medieval ha sido completamente reemplazada por la proyección central en la forma de una puerta monumental de tres pisos. De Brosse mezcló en el diseño elementos a la francesa  (techos abuhardillados y decorados) y elementos italianos (en particular el tratamiento «rústico» de la fachada de piedra, como la del palacio Pitti que añoraba la reina madre). Esa síntesis es característica del estilo Luis XIII.
- Los tres grandes palacios del clasicismo francés precursores de Versalles
- Palacio del Luxemburgo (1615-1620), de Salomon de Brosse
- Château de Maisons-Laffitte (1630-1651), de François Mansart
- Château de Vaux-le-Vicomte (1656-1661), cerca de Paris, de Louis Le Vau y André Le Nôtre

## Artes decorativas

### Estilo Luis XIII
El estilo Luis XIII refleja numerosas influencias españolas, flamencas e italianas, careciendo del carácter "nacional" que pretendió tener el "Luis XIV" posteriormente o del goût français ("gusto francés") característico del siglo anterior (estilo "Renacimento").
Se caracterizó por líneas rectas, que le dan aspecto severo, a veces atemperado por la riqueza decorativa. Los pies son habitualmente en forma de columna, se elevan de un châssis cuadrado à boules, aunque la mayor parte de los ejemplos conservados presentan un pedimento en balustres o à décor tourné, con un entretoise ("tirante") en forma de H, con los pies anteriores unidos en la parte superior por un travesaño de refuerzo suplementario de aspecto decorativo. Entre otros muebles, destacan los cabinets en ébano, de líneas simples, estructura cuadrada y masiva. La decoración de hojas y flores grabadas acompaña a escenas de temas religiosos o mitológicos, de relieve poco marcado. La exuberancia decorativa marca un origen flamenco, que se reproduce por los artesanos locales. La importación de productos italianos por el Cardenal Mazzarino condujo a una emulación por el lujo entre la nobleza cortesana, que atrajo a artesanos extranjeros. En el Louvre trabajó el famoso ebanista holandés Pierre Golle y los italianos Domenico Cucci y Philippe Caffieri. El francés Jean Macé de Blois, formado en los Países Bajos, trabajó para la Corona y creó la escuela francesa de marquetería en la que destacó posteriormente André Charles Boulle.

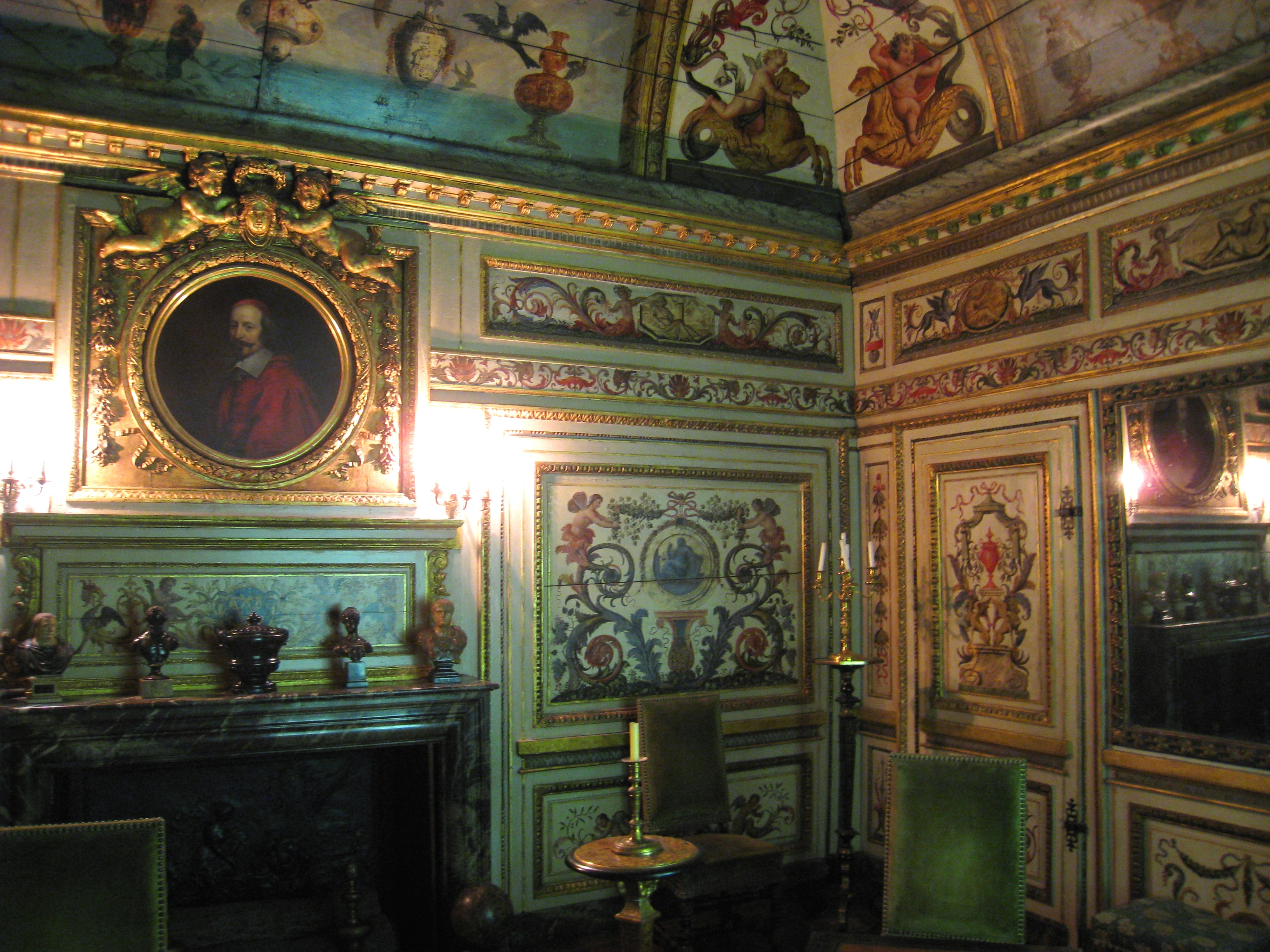
Cabinet de L'hôtel Colbert de Villacerf, en el Musée Carnavalet.
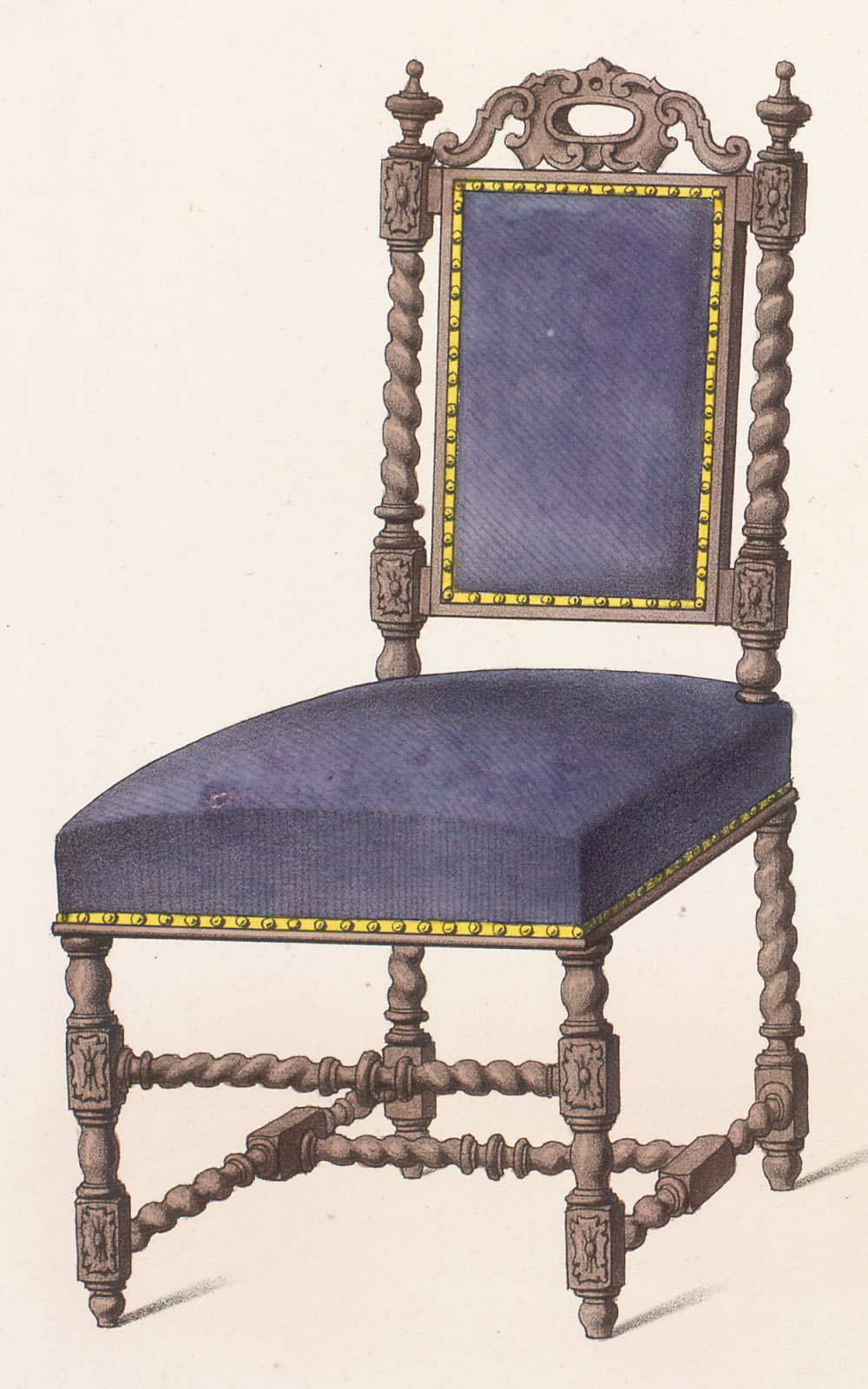
Silla "Luis XIII".
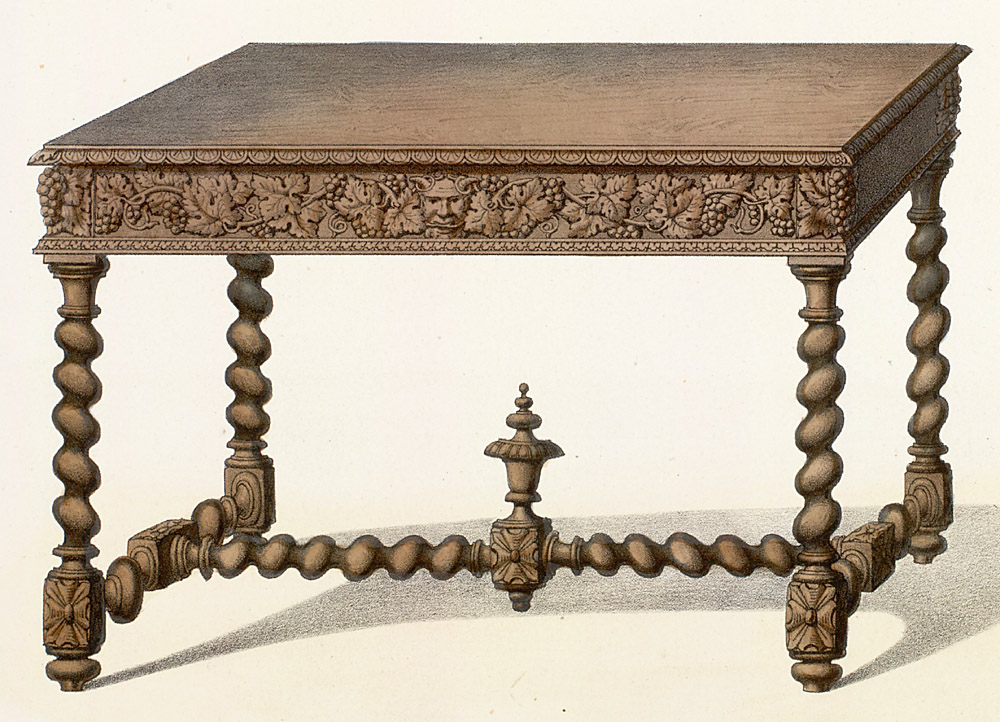
Mesa "Luis XIII".
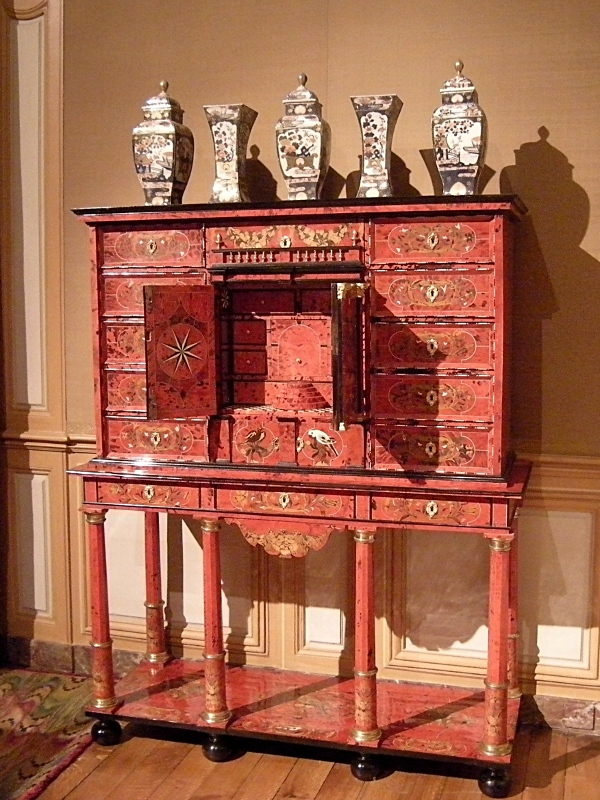
Cabinet d'écaille rouge atribuido a Pierre Gole.

### Estilo Luis XIV

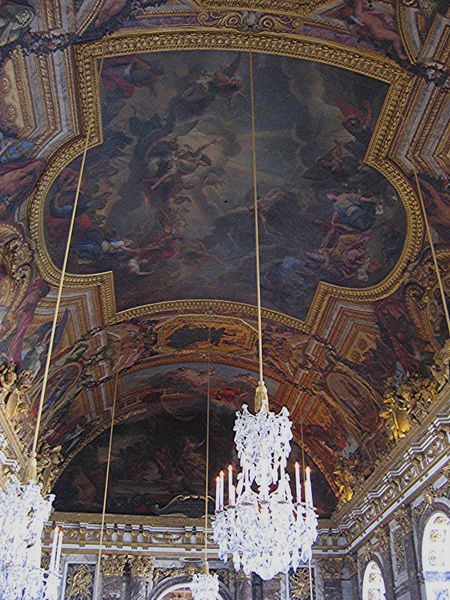
Plafond de la galerie des glaces de Versalles, de Charles Le Brun.
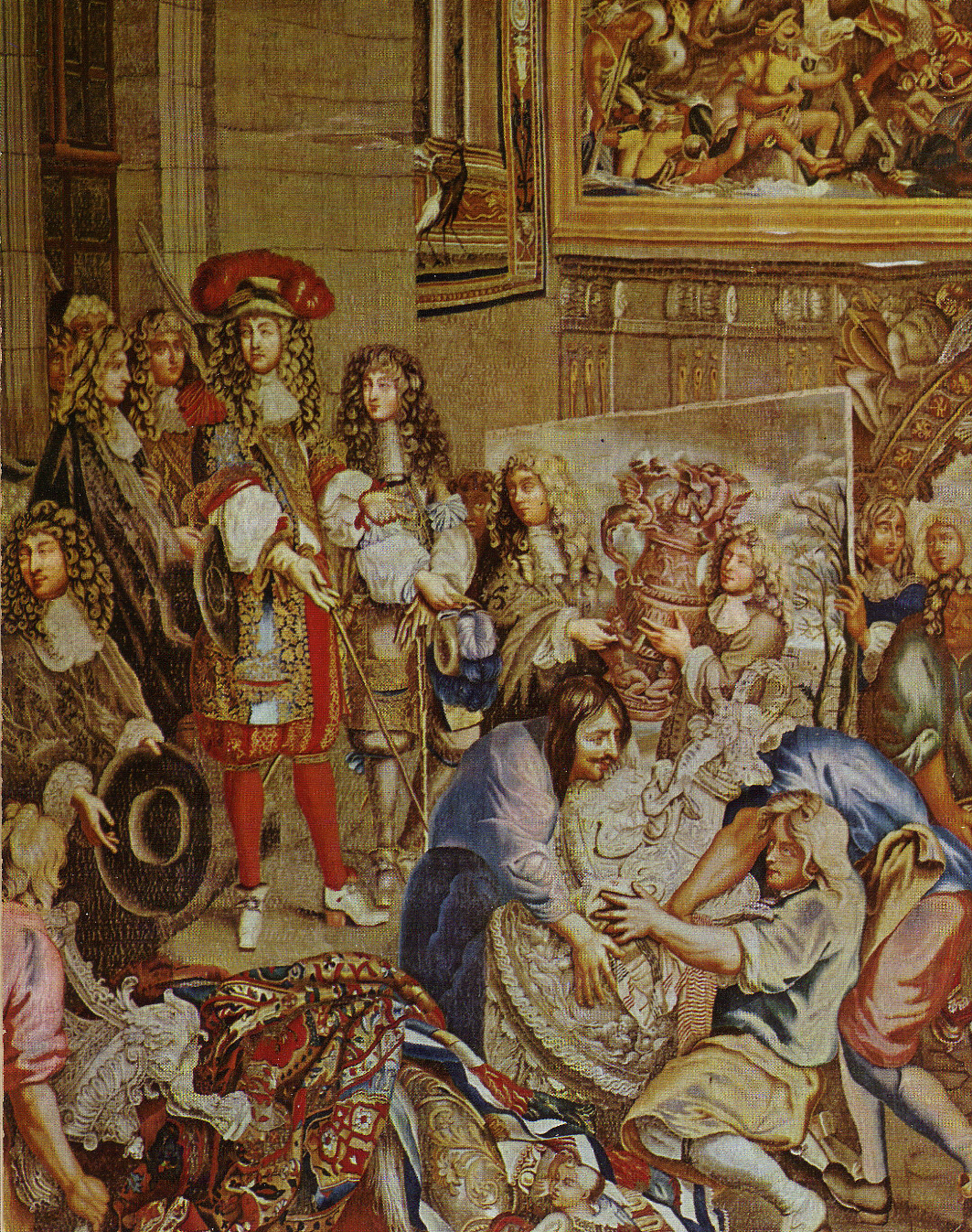
Luis XIV visita la manufactura de Gobelinos con Jean-Baptiste Colbert en 1667.

El estilo Luis XIV se caracterizó por un mobiliario cada vez más lujoso, pero contrariamente a los estilos precedentes no se inspiraba en la arquitectura.
Se distinguían dos clases de muebles: el d'apparat ("de aparato"), ricamente ornado de placages e incrustaciones, de madera maciza dorada, y el bourgeois ("burgués"), en madera maciza. La simetría era absoluta, y las dimensiones ostentosas. Las fuentes de los motivos eran italianas y antiguas (Rome victorieuse, gracieuse, Jules César, etc.) Los panneaux tenían un característico estilo: podían ser échancrés en las cuatro esquinas, en las dos superiores y cintrés o incluso cintrés à ressauts. Los pies se realizaban en balustres o en consoles. Los entretoises pasaron de la forma en H a la forma en X. La marquetería conoció un importante desarrollo con la marqueterie Boulle (André-Charles Boulle).

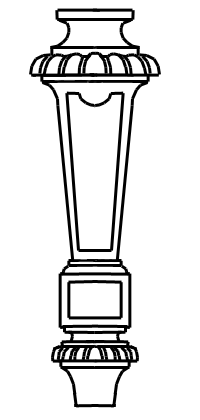
Pied en balustre.
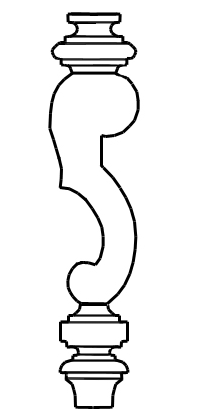
Pied en console.
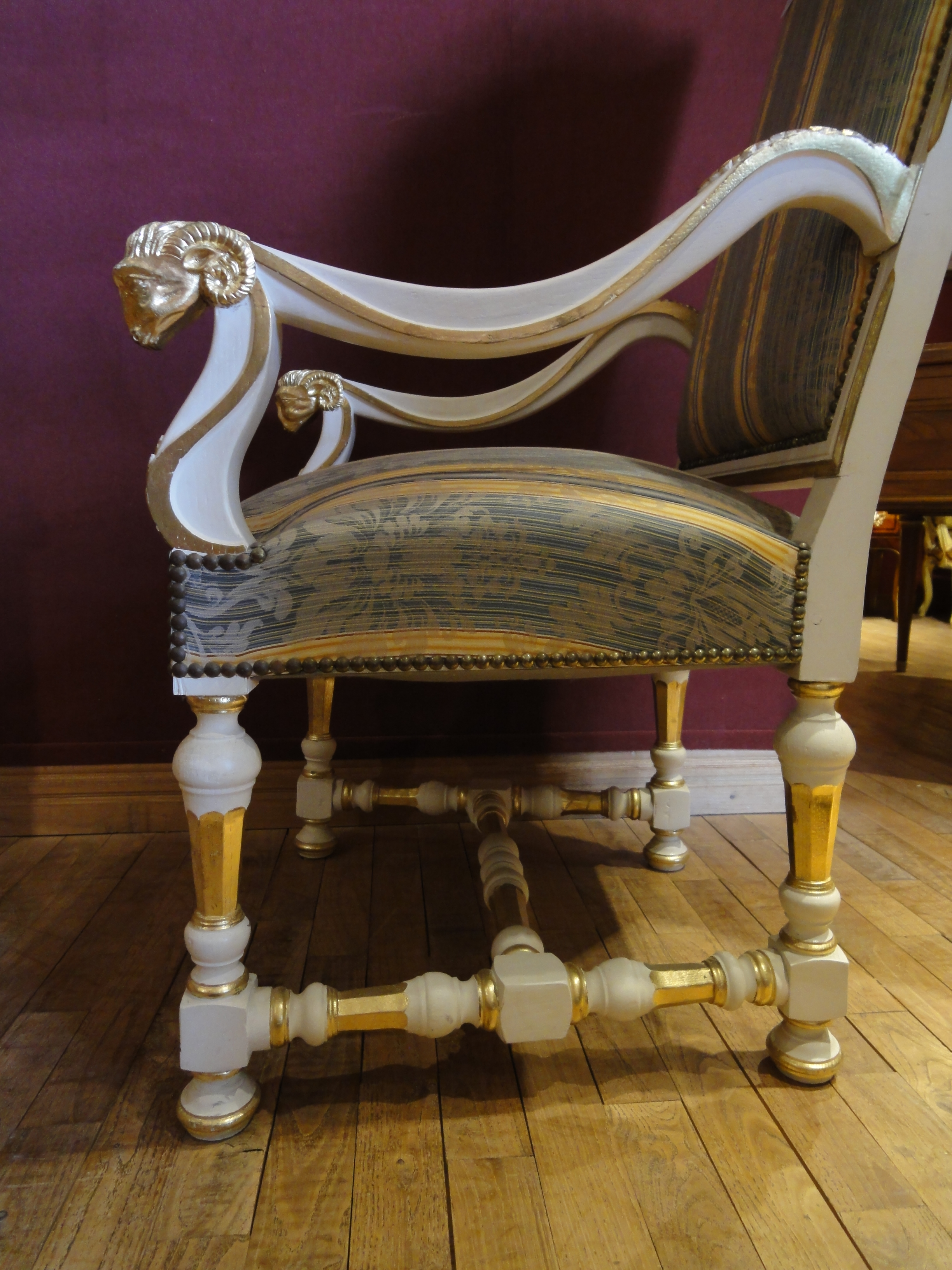
Detalle de fauteuil.
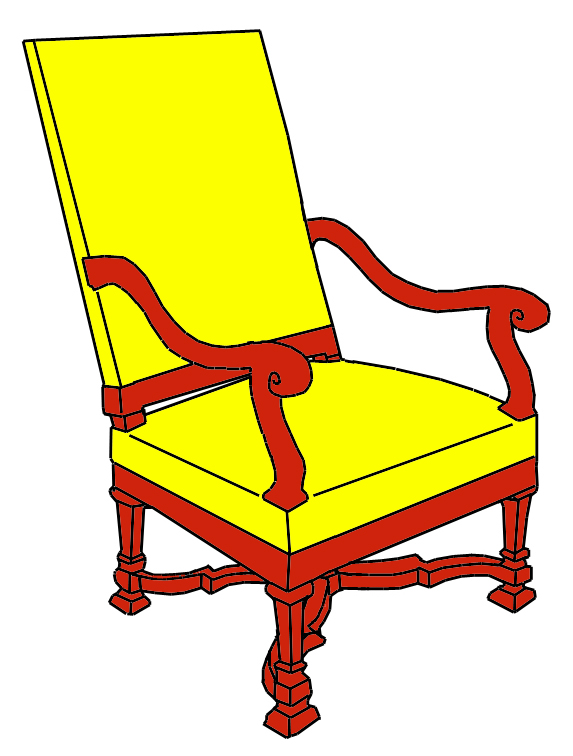
Fauteuil "Luis XIV".
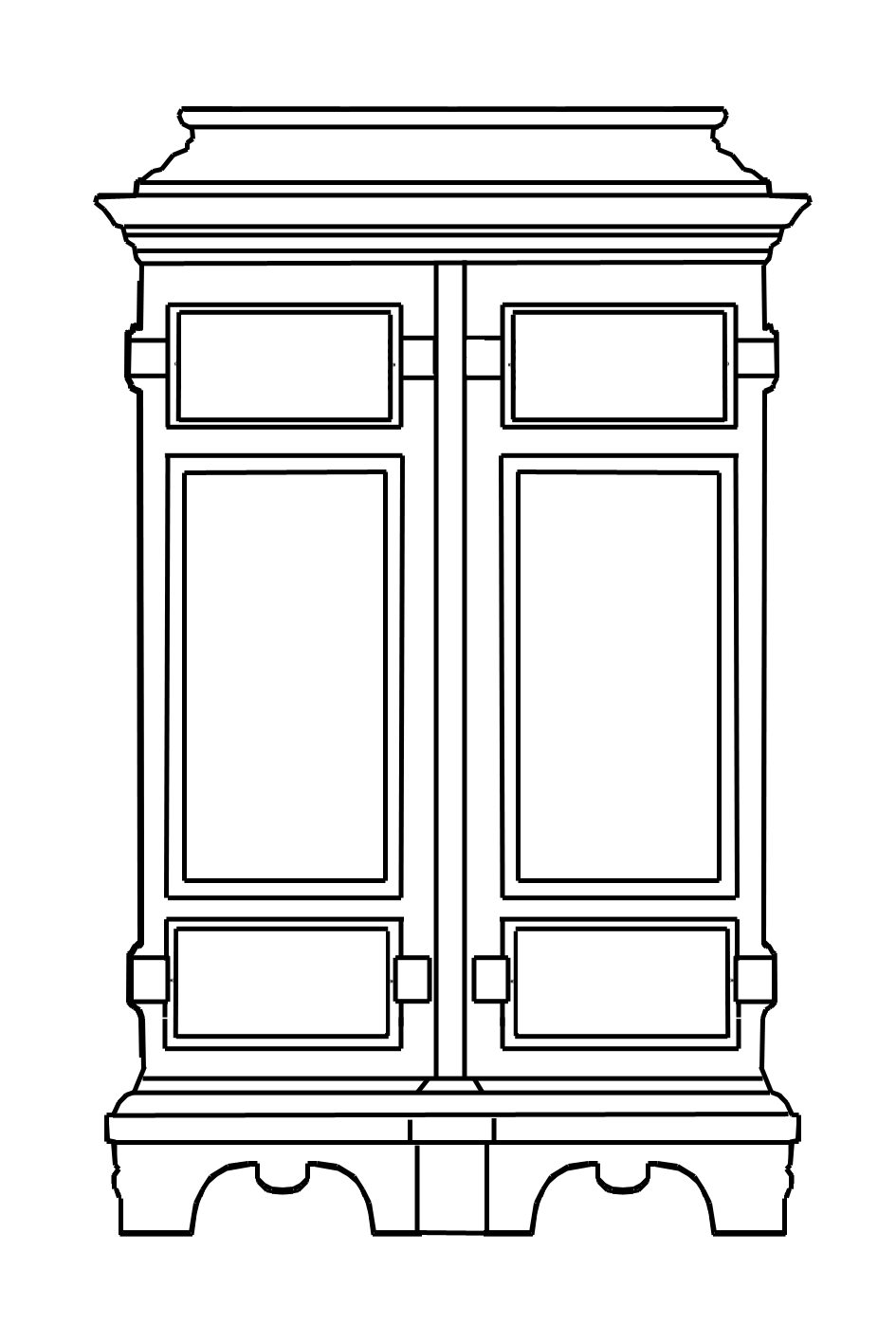
Armario tipo Boulle.
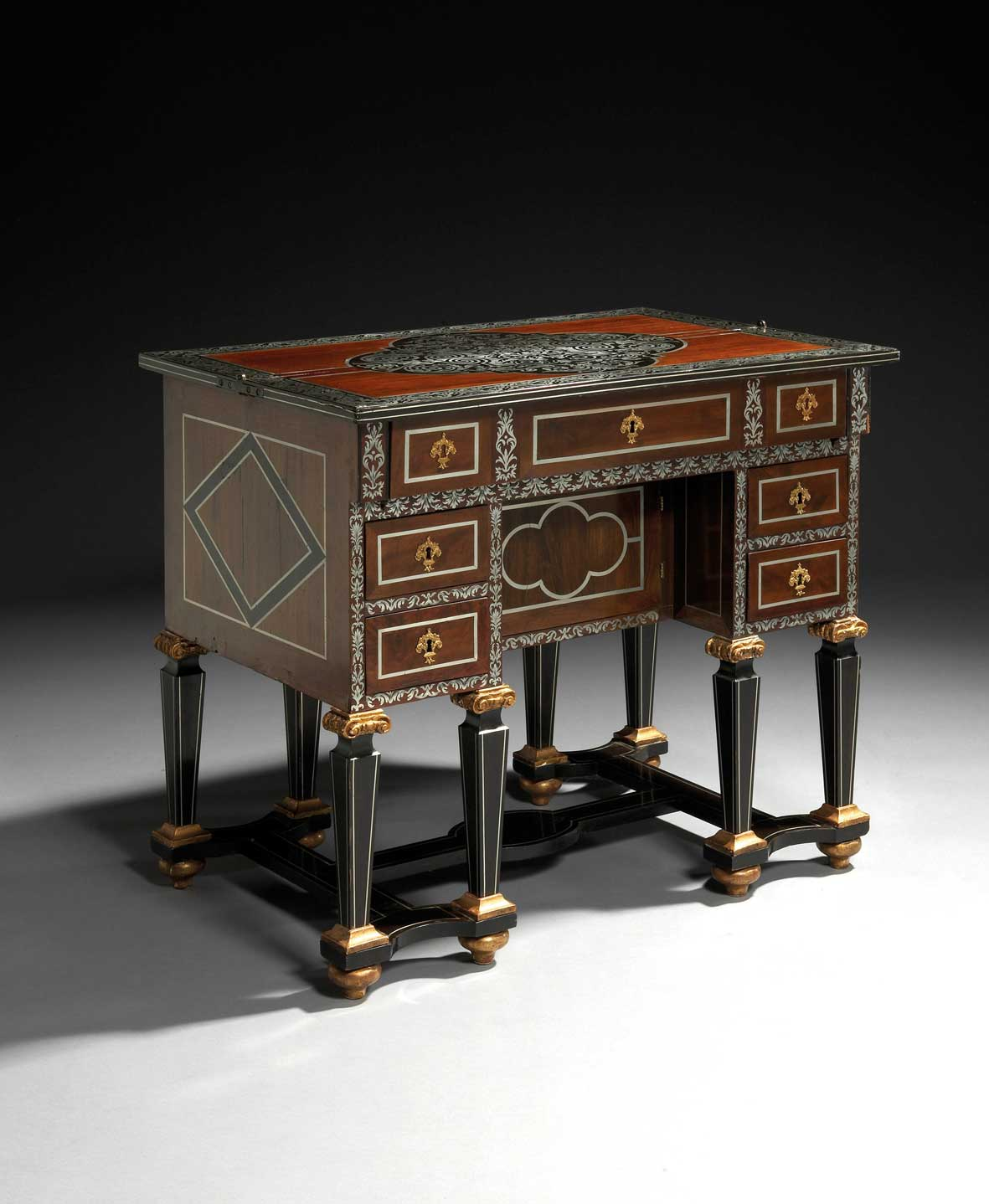
Cabinet o bureau Mazarin.
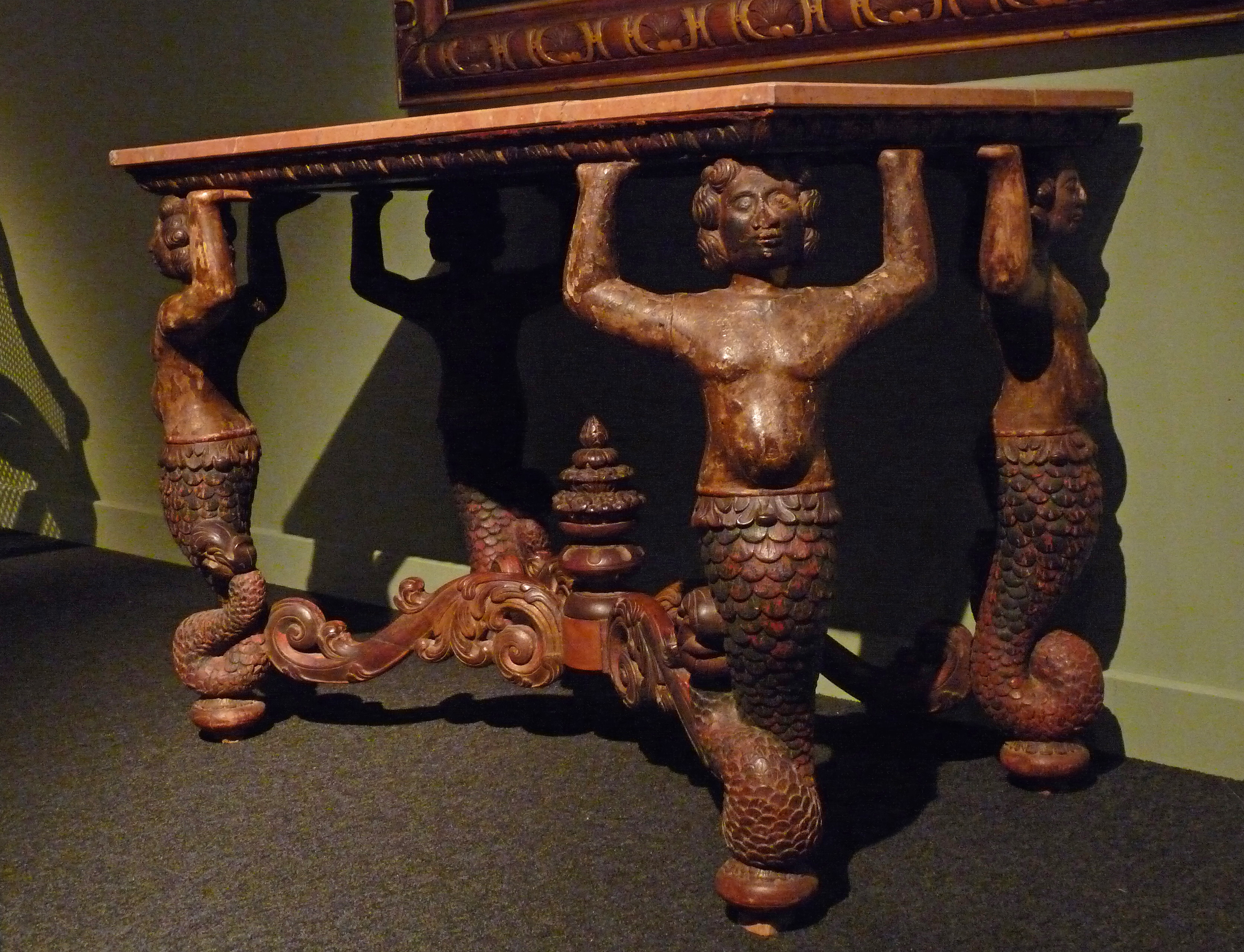
Mesa de los tritones.

Conjugando la estética barroca (triunfal y majestuosa) y clasicista (solemne y heroica), el estilo Luis XIV se consideraba particularmente adecuado para expresar el absolutismo borbónico. Alcanzó su madurez entre 1685 y 1690, bajo Charles Le Brun, que dirige la decoración de la galerie des glaces ("galería de los espejos") de Versalles, y de Colbert, que en 1662 compra para la Corona la manufacture des Gobelins, donde organiza, bajo el nombre de Manufacture Royale des Meubles de la Couronne, la producción de mobiliario destinado a las residencias reales, un perfecto ejemplo de manufactura real "colbertista".
La obra de Boulle testimonia la excelencia alcanzada por el artesanado y la ebanistería de la época. Adoptando el estilo ideal de Le Brun, con repertorio clásico, creó muebles que expresaban la grandeur ("grandeza") que se pretendía. Su técnica, bautizada con su nombre, designa un tipo de marquetería compuesta de écaille de tortue ("escama de tortuga") de latón, esmalte y marfil. Es característica la vibración de la luz sobre las superficies, junto con la gran variedad de galbes et courbes de los muebles y la riqueza de los materiales.
En el cambio de siglo, las composiciones Boulle se impregnaron del estilo del gran decorador Jean Bérain que, junto a Pierre Lepautre, aportó una nueva viveza a las artes decorativas, liberándolas del clasicismo solemne exigido por Le Brun y evolucionando hacia el estilo Regencia (ya en época del Rococó).
El mueble más característico del estilo Luis XIV fue el fauteuil ("sillón"), además de camas, consolas (con dos o tres filas de cajones, un modelo creado en los años 1690), mesas, espejos, guéridons (tableros redondos con trípodes de madera finamente esculpida y dorada, también llamados torchères) y los grandes armarios (de planta rectangular, cornisa saliente y molduración compleja). El bureau es una evollución del cabinet, con uno de sus mejores ejemplos en el bureau Mazarin.

### Jardinería y paisajismo
El jardín francés o "a la francesa" (jardin à la française), del que son ejemplos principales los jardines de Versalles, de Vaux-le-Vicomte y de Chantilly (todos ellos de André Le Nôtre), se constituyó en un modelo de jardinería, opuesto al jardín inglés. 

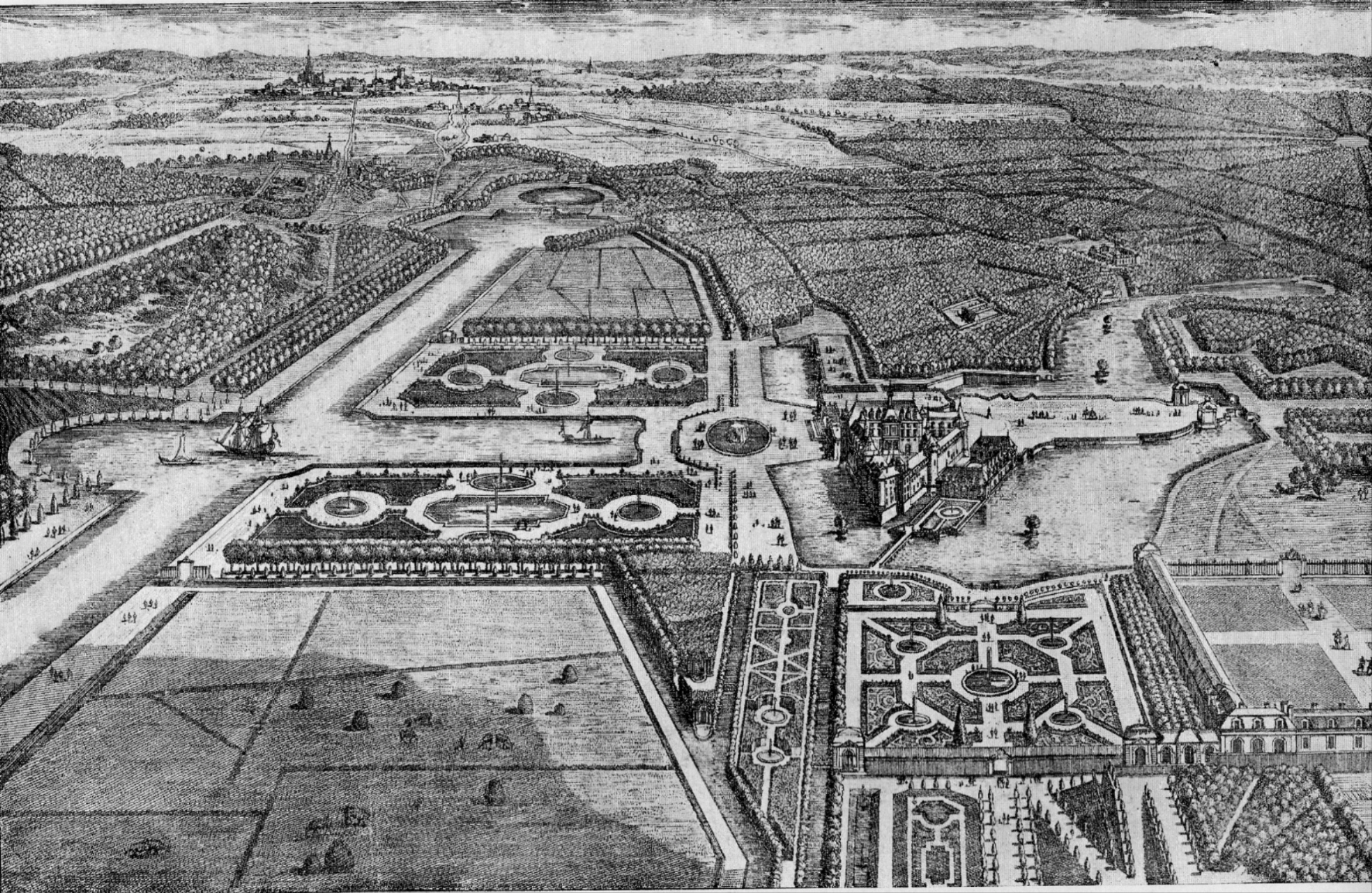
Chantilly.
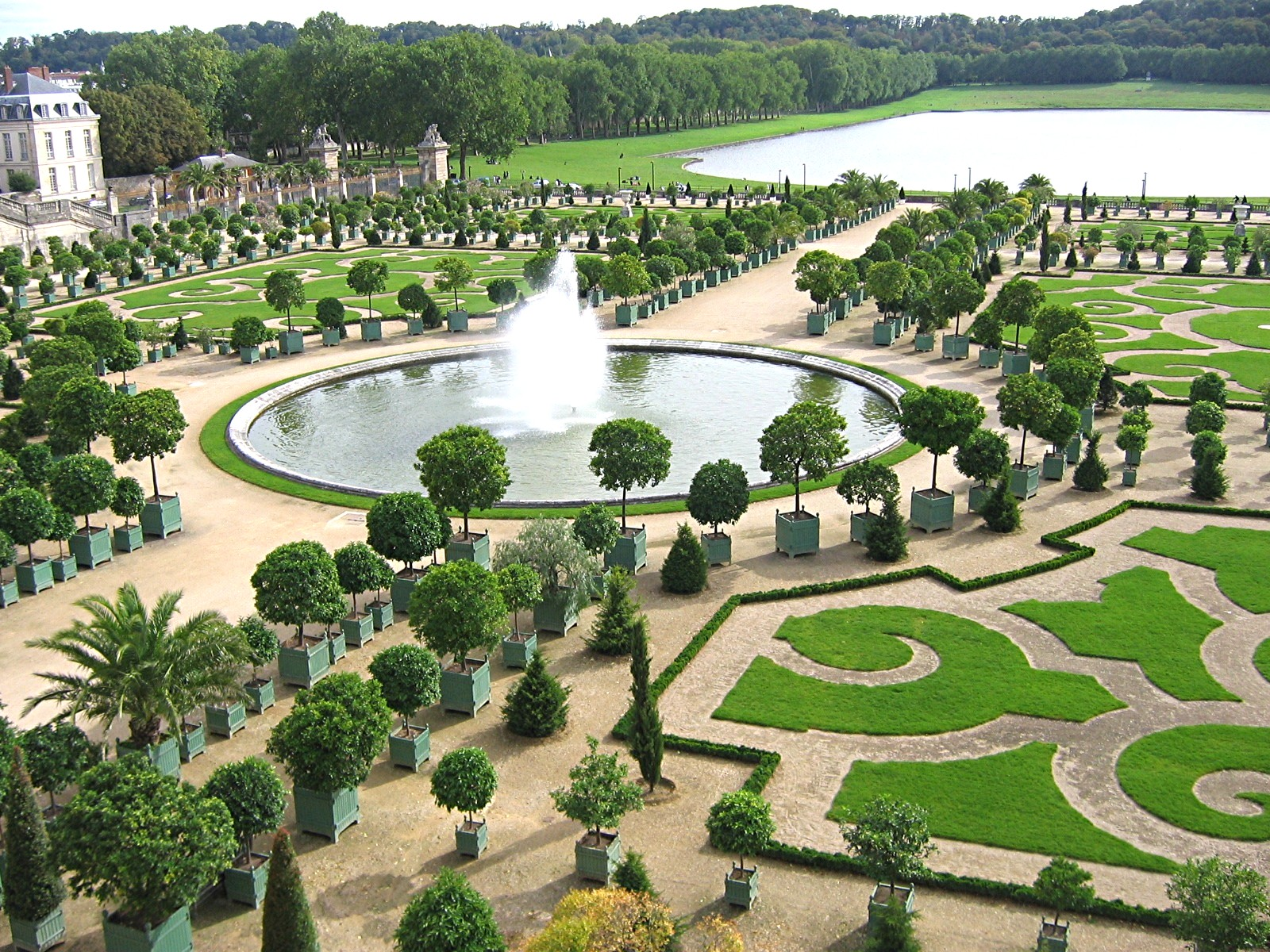
Parterres de la Orangerie de Versalles.

Gran éxito tuvo el tratadista Antoine Joseph Dezallier d'Argenville, La Théorie et la pratique du jardinage, où l'on traite à fond des beaux jardins appelés communément les jardins de propreté (ediciones de 1709, 1713 y 1732).

## Música
La música barroca francesa participó en gran parte en el brillo cultural de Francia. Esa época corresponde a un tiempo de intensa producción musical en el país. El término "música barroca", que incluye la música francesa que compuesta entre 1600 y 1770, es a la vez complejo y diverso, ya que la música en Francia evolucionó mucho durante este período.

#### Contexto
A principios del siglo XVII, todas las artes evolucionaron. La polifonía renacentista, un tipo de música con dos o más líneas simultáneas de melodía independiente, evolucionó y la música instrumental aumentó, lo que marcó un alejamiento de la voz, y la excelencia de la composición musical. 
Luis XIV quería expandir el poder político y económico de Francia en las artes y disminuir la influencia de la música italiana. Francia era experta en acordes y era hábil en la creación de música para contar historias, en encontrar la expresión adecuada para imitar la naturaleza, volver a contar historias mitológicas y expresar emociones. Compositores, dramaturgos y músicos de la corte y de la Iglesia contribuyeron a esta búsqueda francesa de elegancia y perfección.

#### La música, un instrumento polivalente
La música era un elemento cotidiano en la corte francesa. Acompañaba la vida ordinaria y extraordinaria, los servicios religiosos y los entretenimientos reales. Era compuesta para realzar el esplendor de las ceremonias públicas, o para relajar a los soberanos y cortesanos en privado. En esa época, la música servía tanto de entretenimiento como de importante herramienta política. Por lo tanto, sus funciones consistían en consolidar la autoridad, el prestigio y el estatus de la monarquía.

#### La herramienta de un monarca
A través de la historia, los monarcas franceses fueron conocidos por su profundo amor por las artes, ya que comprendieron su importancia social y política y, por lo tanto, las promovían activamente. Para Luis XIV, el poder y las artes estaban ligados. Por el contrario, el amor de María Antonieta por la música era apolítico. El papel de la música cambió a lo largo de los siglos, así como sus formas, instrumentos, interpretación y recepción.

#### El advenimiento de la ópera francesa
Al comienzo del reinado de Luis XIV, entre 1650 y 1670, la corte francesa permitió el desarrollo de dos nuevos géneros que duraron hasta la Revolución Francesa adaptándose a los gustos del público: el gran motete y la ópera.
En la década de 1650, el cardenal Mazarino introdujo la ópera italiana en la Corte. La música de Cavalli fue muy apreciada y bienvenida por el público francés, pero cuando Luis XIV se convirtió en rey en 1660, su popularidad disminuyó, y la ópera francesa fue traída de vuelta diez años más tarde. Una de las primeras producciones de ópera francesa fue la del compositor Robert Cambert y el libretista Pierre Perrin, que crearon la primera pastoral Pomone 'francesa', que se representó en la nueva Académie Royale de Musique en 1671. El público quedó asombrado por la mezcla de poesía y música.

#### La Academia Real de Música
La Académie Royale de Musique fue fundada en 1669 para producir y desarrollar la ópera francesa. A partir de 1672, la Academia estuvo bajo la dirección de Jean-Baptiste Lully, el verdadero fundador de la ópera francesa. A petición de Luis XIV, produjo una ópera dividida en partes iguales en canciones, música, poesía, danza y efectos teatrales. La tragédie lyrique nació. Durante muchos años, el género dominó la escena francesa y evolucionó hacia la gran ópera romántica en el siglo XIX.

#### El reinado de Lully
El reinado del Roi Soleil marcó el amanecer del arte lírico, donde la ópera floreció en las formas de comedia-ballet y tragédie lyrique. Primer compositor de su siglo y maestro de la música barroca francesa, Jean-Baptiste Lully revolucionó la danza, la música y el teatro en la corte.
Desde Cadmo y Harmonía (1673) hasta Armida (1686), Lully exploró la música, la acústica, la puesta en escena y el drama en su tragedia lírica, donde se dio mayor importancia al coro y a la orquesta. Sus espectáculos incluían escenas de canciones y bailes, desarrollo de personajes profundos y atrevidos decorados, así como efectos teatrales.
Colaboró todos los años con poetas como Quinault, escenógrafos como Bérain y Vigarani y prestigiosos diseñadores de vestuario y coreógrafos como Beauchamp. Orquestas, coros, solistas y bailarines fueron todos animados por Lully a superarse a sí mismos y contribuir al surgimiento de la ópera francesa como una representación fundamental de las artes europeas.
Cuando Lully murió en 1687, la Ópera se había convertido en el principal teatro de Europa y así permaneció hasta el siglo XIX con la apertura de teatros de ópera en Lyon, Lille, Burdeos y Rouen.
Fue sucedido por Jean-Philippe Rameau.
No debe confundirse con el clasicismo musical, cuya cronología es posterior (finales del XVIII y comienzos del XIX).

## Literatura
En la primera mitad del siglo XVII, se cultivó la literatura barroca, como puede verse en el preciosismo de autores como el poeta Vincent Voiture.
No obstante, en la segunda mitad del siglo Francia se convirtió en defensora de un ponderado y sereno clasicismo, basado en principios radicalmente opuestos a los del barroquismo. A través de los programas políticos y artísticos del Antiguo Régimen, la literatura francesa se convirtió en dominante en las letras europeas del siglo XVII. Los reyes estimularon y protegieron la creación artística. La monarquía absoluta impone reglas precisas en literatura, siendo trascendental, a este respecto, la creación de la Academia Francesa para la Lengua y la Gramática, por Richelieu en 1635.
Todos los escritores se sometían a unas mismas reglas, derivadas de Aristóteles y Horacio. El estilo evitaba excesos, aspirando a la naturalidad y sencillez. El tema preferido es el estudio del carácter del hombre. No se trata de una literatura popular, sino que el público era la corte y la aristocracia. Nicolás Boileau sistematizó las reglas literarias siguiendo precisamente la preceptiva aristotélica en su Arte poética.
La condesa de La Fayette (1634- 1693) escribió la primera novela clásica francesa, La Princesse de Clèves en 1678. A pesar de ser una especie de autobiografía sentimental la novela es clásica por la semejanza de su mentalidad con el heroísmo voluntario y racional de Corneille, por la arquitectura trágica de la narración y por la claridad de estilo.
La marquesa de Sévigné (1626- 1696) escribió cartas a su hija que en 1725 fueron publicadas con el nombre de Lettres y llegarían a ser consideradas un género literario en sí mismo, pues era costumbre en esa época leer las cartas en común en los salones.
El clasicismo francés se destaca sobre todo por su teatro. Los géneros se separaban, debía respetarse la regla de las tres unidades y, además, cumplir una función moral. Por un lado, la tragedia clásica, creada por Pierre Corneille y llevada a su perfección por Jean Racine, en un estilo noble y elevado trataba temas de la antigüedad grecolatina o asuntos bíblicos. Corneille tiene un estilo más bien retórico, centrándose en los conflictos que se producen dentro del alma de los personajes, en obras como El Cid o Cinna. Racine se destaca por su realismo psicológico, pudiendo mencionarse, como obra más destacada, Fedra.
La comedia viene representada magistralmente por Molière, escritor y actor, protegido por Luis XIV. En sus obras satiriza a la aristocracia y la alta burguesía de su tiempo, pero a través de personajes universales como el hipócrita (Tartufo), el vanidoso nuevo rico (El Burgués gentilhombre) o El avaro.
La prosa francesa del siglo XVII se destaca por su claridad y orden. Así, en su obra filosófica Discurso del método, Descartes resulta un modelo de claridad expresiva. Madame de La Fayette cultivó la prosa de ficción, adaptando el modelo de las novelas españolas al gusto francés, ahondando en la psicología de los personajes. Dado que la Europa del siglo XVII está dominada por las controversias religiosas, la literatura de controversia también se cultivó, sobresaliendo en Francia la figura de Bossuet, obispo que atacó el protestantismo e interpretó la historia en sentido providencialista (Discurso sobre la Historia Universal). Dentro del propio catolicismo, el movimiento jansenista preconizaba soluciones parecidas a las de los protestantes, lo que hizo que fuera condenado por el papado; la figura que más se destaca fue la del matemático e inventor Blaise Pascal, con sus Cartas provinciales en defensa del jansenismo, además de unos Pensamientos de gran profundidad filosófica y mística. De Fénelon se recuerda sobre todo Las aventuras de Telémaco, en la que el tema mitológico sirve de excusa a reflexiones morales y políticas.
La poesía no sobresalió en el clasicismo francés. No obstante, siempre puede mencionarse a François de Malherbe y a La Fontaine, que aprovechando fuentes clásicas compuso una serie de Fábulas. 